# Эль-Мукалла

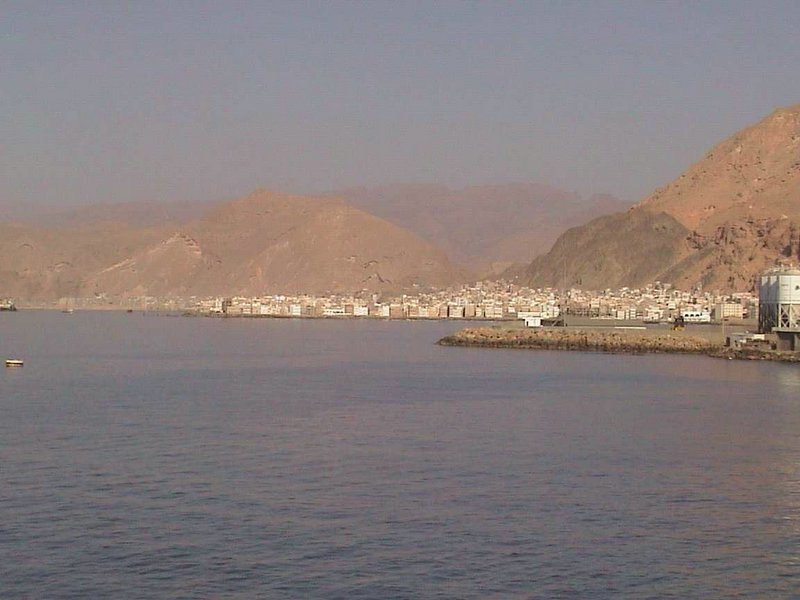
Вид на Старый Город Эль-Мукалла из порта Мукалла.

Эль-Мукалла (араб. المكلا‎ — 'Al Mukallā) — город и морской порт Йемена на берегу Аденского залива. Эль-Мукалла — административный центр и порт мухафазы Хадрамаут.

## Географическое и административное положение
Город Эль-Мукалла и порт Мукалла расположены в Йемене на берегу Аденского залива. Эль-Мукалла — административный центр и наиболее важный морской порт мухафазы Хадрамаут (наибольшее губернаторство в Южной Аравии). Город Эль-Мукалла расположен в 480-ти километрах (300 миль) восточнее города Аден — столицы бывшего Южного Йемена.

## История

### Государство Хадрамаут

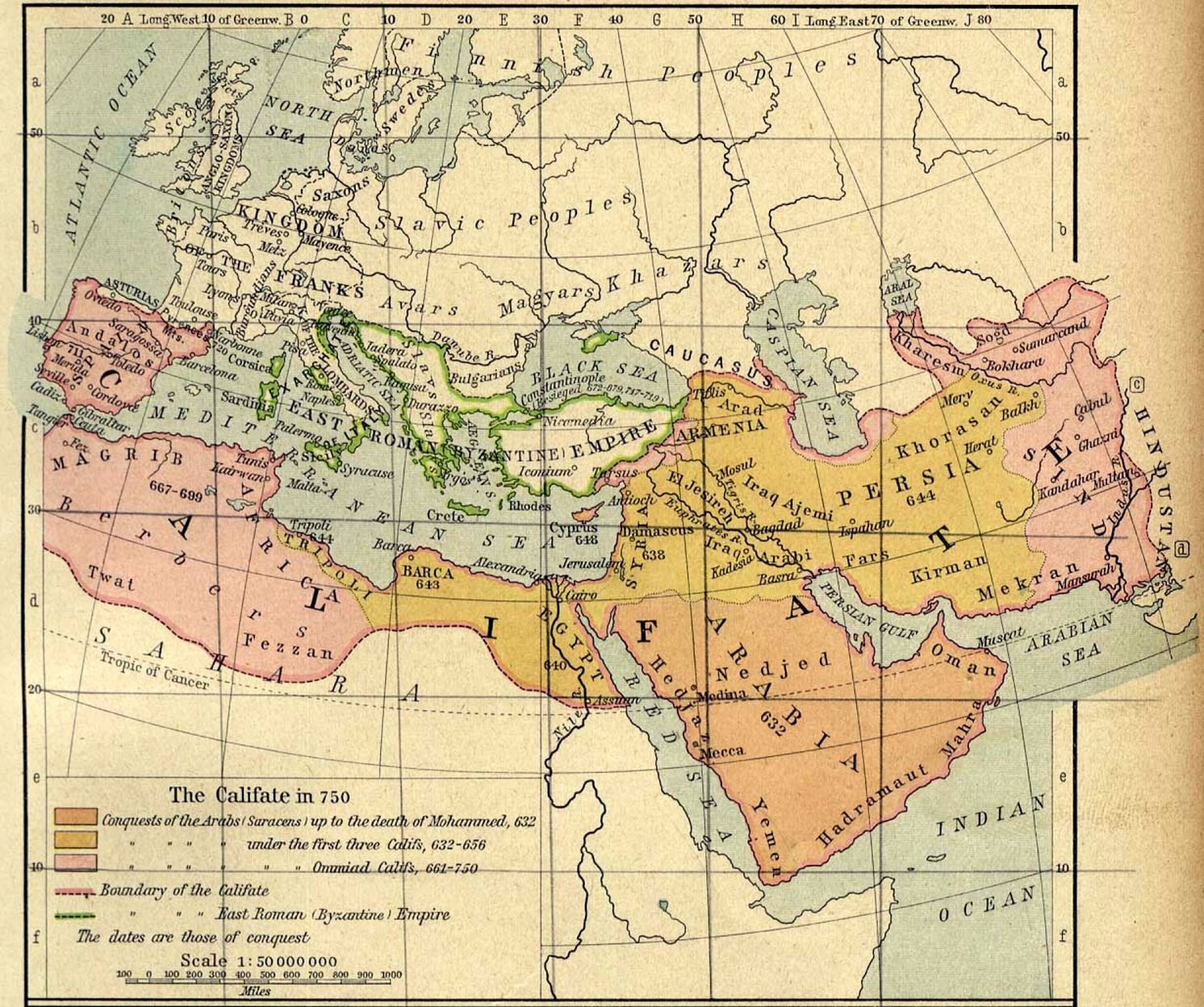
Арабский Халифат в VII и VIII веках

На рубеже второго—первого тысячелетий до н. э. здесь сформировалось государство Хадрамаут со столицей в Шабве. В IV веке химьяриты завладели государством Хадрамаут и включили его в состав своего царства.

### Территория Хадрамаута после прихода арабов
Приход на территорию Хадрамаута арабов привёл к распространению арабского языка и ислама (1-я половина VII века). Хадрамаут был в числе первых районов, где распространилось движение хариджитов (VII—VIII вв.).
В 1035 году основана Мукалла как рыбацкое поселение. До середины XI века эта область входила в состав Омана, а затем в состав йеменских государств. В начале XIX века на территорию Хадрамаута вторглись ваххабиты.
Освоение территории Южного Йемена Британской Ост-Индской компанией началось с захвата в 1832 году порта Аден, в дальнейшем служившего базой на морском пути в Индию.
В 1839 году Великобритания приобрела город-порт Аден, так как он являлся важным стратегическим пунктом.
С открытием Суэцкого канала значение этого форпоста возросло (Канал открылся для судоходства 17 ноября 1869 года).

### Куайти
Куайты (англ. The Qu’aitis) — сыновья Умара бин Авадх эль-Куайти (англ. Umar bin Awadh al Qu’aiti), который стал младшим офицером в вооружённых силах Низам Хайдерабадского государства (англ. Nizam of Hyderabad State) (сейчас в Индии). Сыновья вначале отобрали город Шибам у своих противников Катирисов (англ. Kathiris) правителей султаната Катири в 1858 году. Позднее, в 1866 году, они завоевали Эш-Шихр. С ноября 1866 по май 1867 Эш-Шихр был оккупирован султанатом Катири (англ. Al Kathir). С мая 1867 город Эш-Шихр был отвоёван у Катирисов и стал частью султаната Куайти (англ. Qu’aiti Sultanate). В 1881 году Куайти завоевали Эль-Мукаллу (англ. Al Mukalla), почти полность заменив Катирисов в контроле большего части побережья Аденского залива на территории Хадрамаута (англ. Hadhramaut). 10 ноября 1881 года государства al-Shihr и al-Mukalla были объедеднены и это государство стало называться ash-Shihr Wa´l Mukalla (Quaiti Sultanate of Shir and Mukalla). Город Мукалла становится главным городом султаната аж до 1967 года.
В 1888 году Великобритании удалось установить протекторат над княжеством Куайти (англ. Quaiti Sultanate of Shir and Mukalla).

### Куайти и протекторат Великобритании
В 1888 году Великобритании удалось установить протекторат над княжеством Куайти — крупнейшим на территории Хадрамаут.
В 1902 году Куайти становятся единым султанатом который становится частью протектората Аден Великобритании и с 1902 года именуется Sultanate of al-Shihr and al-Mukalla (Saltanat al-Shihr wa al-Mukalla al-Qu`aytiyya).
В 1918 году Великобритания установила протекторат над княжеством (султанатом) Катири.

### Хадрамаут в составе Восточного протектората Аден
В конце 1930-х годов, после заключения «мира Инграмса», Хадрамаут вошёл в состав Восточного протектората Аден Великобритании.
По окончании Второй мировой войны Южный Йемен был административно разделён на западную и восточную часть (Хадрамаут), причём тамошним султанатам была с 1942 года предоставлена почтовая автономия — право на выпуск собственных марок с указанием принадлежности к протекторату Аден.

### Федерация арабских княжеств Юга
Обилие дешевых импортных товаров препятствовало развитию местной промышленности, которая была представлена в основном ремесленно-кустарными предприятиями, большинство которых находилось в Адене. Объём продукции предприятий колонии был невелик. За пределами Адена из промышленных предприятий заслуживали внимания лишь небольшая рыбоконсервная фабрика в Мукалле и два хлопкоочистительных завода — в Абьяне и Лахдже.
Под влиянием проводимой Гамалем Абдель Насером политики, направленной против британского колониального господства на Ближнем Востоке, в Адене начало зарождаться антибританское движение, пока ещё не проявляющее себя. Вслед за созданием Объединенной Арабской Республики (сознада в феврале 1958 года), Насер предложил Йемену примкнуть к союзу арабских государств, что поставило под угрозу существование Аденского протектората.
Сознавая к концу 1950-х годов неизбежность ухода из региона, британцы противопоставили этим планам свой план — Британскими властями было принято решение об объединении отдельных южнойеменских княжеств под английской короной. В феврале 1959 года под их патронатом на территории шести княжеств западной части протектората Аден была создана Федерация Арабских Княжеств Юга (в которую вошли 6 княжеств Западного протектората), куда в 1961—1964 годах поэтапно вошли ещё одиннадцать единиц. В 1961 году к ним присоединись ещё 10 княжеств (султанатств). В апреле 1962 года получившееся образование Федерация арабских княжеств (султанатов) Юга было названо Федерацией Южной Аравии (ФЮА)(англ.: Federation of South Arabia). В январе следующего 1963 года ФЮА была слита и с колонией Аден. В 1964 году добавилось ещё одно княжество (султанат).

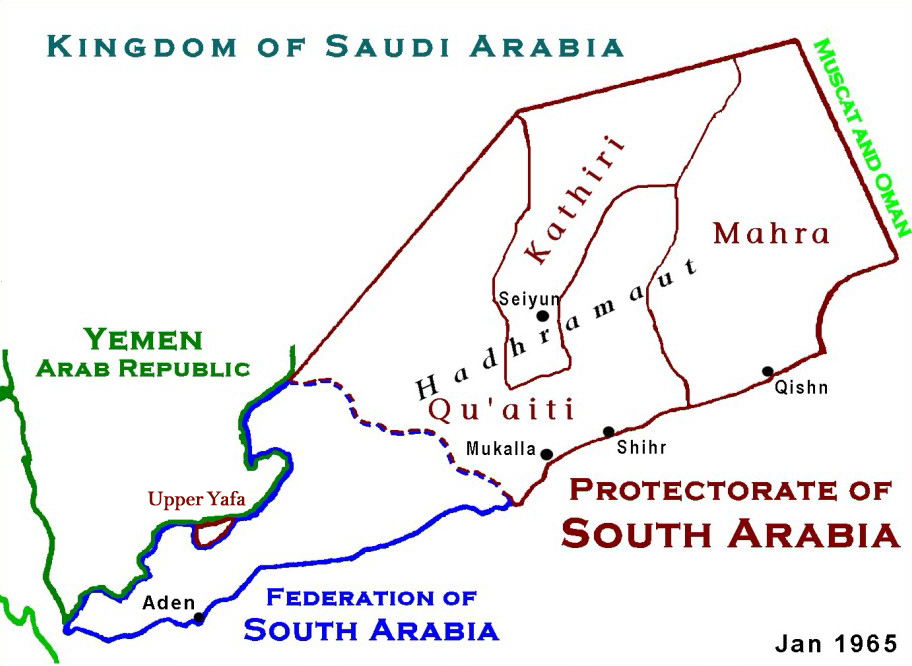
Map of the Protectorate and the Federation of South Arabia.

### Протекторат Южной Аравии
Однако на востоке султанаты Катири и Куайти изъявили желание не вступать в Федерацию Южная Аравия, рассчитывая создать прочную экономическую базу и затем заявить о своей независимости. Предложения этим султанатам Хадрамаута присоединиться к федерации были, правда, ими отвергнуты. Нефедерированным решил остаться и султанат Верхняя Яфа. Они формально продолжали быть частями протектората Аден и вошли в Протекторат Южной Аравии (Protectorate of South Arabia) состоял из государств, имевших договор о защите с Великобританией.
Протекторат Южной Аравии создан 18 января 1963 года из тех областей Аденского протектората, которые не вошли в Федерацию Южной Аравии.
Протекторат Южной Аравии состоял из государств Катири, Махра, Куайти и Вахиди Бир Али, располагавшихся на исторической территории Хадрамаут, и государства Верхняя Яфа, которая была частью Западного Протектората Аден.

### Народная Республика Южного Йемена
В 1964 году британским кабинетом министров во главе с Гарольдом Вильсоном всем южноаравийским владениям был обещан уход вооружённого контингента из региона и предоставление независимости к 1968 году при условии сохранения в Адене британской военной базы. Однако затяжная и кровопролитная война, карательные экспедиции британских вооружённых сил против повстанцев марксистских группировок, Национального фронта освобождения (НФО) и Национального фронта освобождения оккупированного Южного Йемена, а также борьба последних между собой и череда терактов всё больше обессмысливали любое дальнейшее военное присутствие Британии и какое бы то ни было её участие в судьбе разделённой страны.
Временное прекращение функционирования Суэцкого канала в ходе Шестидневной войны в 1967 году стало в этом смысле последней каплей. К концу ноября того же года британцы полностью и окончательно оставили Южный Йемен, передав Аден в руки НФО, сосредоточившего к тому времени реальную власть на большей части территории страны.
Федерация Южной Аравии, а также все султанаты востока региона, державшиеся к концу войны только усилиями Великобритании, перестали существовать. Их низложенные правители были изгнаны, больша́я часть служащих прежних режимов подвергнута репрессиям.
17 сентября 1967 года Федерация Южная Аравия была упразднена после того как получила независимость наряду с Протекторатом Южной Аравии став Народной Республикой Южного Йемена 30 ноября 1967 года (30 ноября 1967 года была провозглашена Народная Республика Южного Йемена). Протекторат Южной Аравии распался 30 ноября 1967 года, после чего последовало падение монархий в составлявших его государствах. Территория протектората вошла в новую независимую Народную Республику Южного Йемена.
Таким образом вооруженная национально-освободительная борьба народа Южного Йемена привела в 1967 году к освобождению Хадрамаута и включению его в состав независимой Народной Республики Южного Йемена.

### Народная Демократическая Республика Йемен
К июню 1969 года в победившем НФО верх взяли левые силы, ориентировавшиеся на союз с СССР. Возникла Народно-Демократическая Республика Йемен.

### Йеменская Республика
В 1990 году после объединения Северного Йемена и Южного Йемена на условиях Северного Йемена образовалась Йеменская Республика, в составе которой и оказался Хадрамаут.

### Захват Мукаллы
2 апреля 2015 года боевики Аль-Каиды на Аравийском полуострове (АКАП) ворвались в центральную тюрьму, освободив сотни заключенных, включая двух старших командиров АКАП. Прежде чем взять контроль над президентским дворцом в городе, они напали на центральный банк и захватил 17 миллиардов йеменских риалов и 1 миллион долларов США. Весь город оказался под их контролем согласно их плана создать исламский эмират в более широком регионе Хадрамаут.
24 апреля 2016 года войска саудовской коалиции при поддержке авиации, а также силы верные беглому экс-президенту Мансуру Хади вернули контроль над городом, проведя масштабную спецоперацию. В ходе наступления были убиты более 800 боевиков Аль-Каиды на Аравийском полуострове (АКАП).

## Список правителей Эль-Мукаллы
Правители (титул — накиб):
- 1707—1740 Ахмад ибн Салим аль-Касади
- 1740—1770 Салим ибн Ахмад аль-Касади
- 1770—1800 Салих ибн Салим аль-Касади
- 1800 — август 1842 Абд аль-Рабб ибн Салих аль-Касади
- с августа 1842 — до 26 апреля 1851 Мухаммад ибн Абд аль-Хабиб аль-Касади
- 1851 — 11 мая 1873 Салих ибн Мухаммад аль-Касади
- 1873 — 10 ноября 1881 Умар ибн Салих ибн Мухаммад аль-Касади

С 1881 года начала править династия султанов Куайти.

## Описание города Эль-Мукалла

### Старый Город Эль-Мукаллы
Город Эль-Мукалла (Al-Mukalla) состоит из Старого и Нового Города. Старый Город расположен ближе к порту. От порта до Старого города расстояние около двух километров. На западной окраине Старого Города ещё с первой половины прошлого века расположился дворец султанов Куайти площадь возле которого получила название Судной площади. Сегодня Старый Город, Дворец и Новый Город слились в один город.
Архитектура Мукаллы представляет собой смесь южноаравийского и Юго-Восточного стилей.
Когда-то вдоль морского залива узкой грядой тянутся белые минареты, дворцы и дома Старого Города эль-Муккалы.
Сегодня эти минареты, дворцы, дома отошли, на квартал или на ширину хорошего бульвара с широкой дорогой, вглубь побережья.
Если характеризовать Старый Город Эль-Мукаллы, то можно сказать, что это город коз, мелких лодок и маршрутных мини-автобусов окрашенных в белый цвет с оранжевой или жёлтой полосой и перевозящих пассажиров с открытыми дверями на ходу. На вершинах гор вокруг Старого города стоят старые сторожевые башни. В Новом Городе остаются только маршрутные мини-автобусы и плюс канал с мостами. В мечетях недостатка нет, но это обычное явление для каждого мусульманского города.

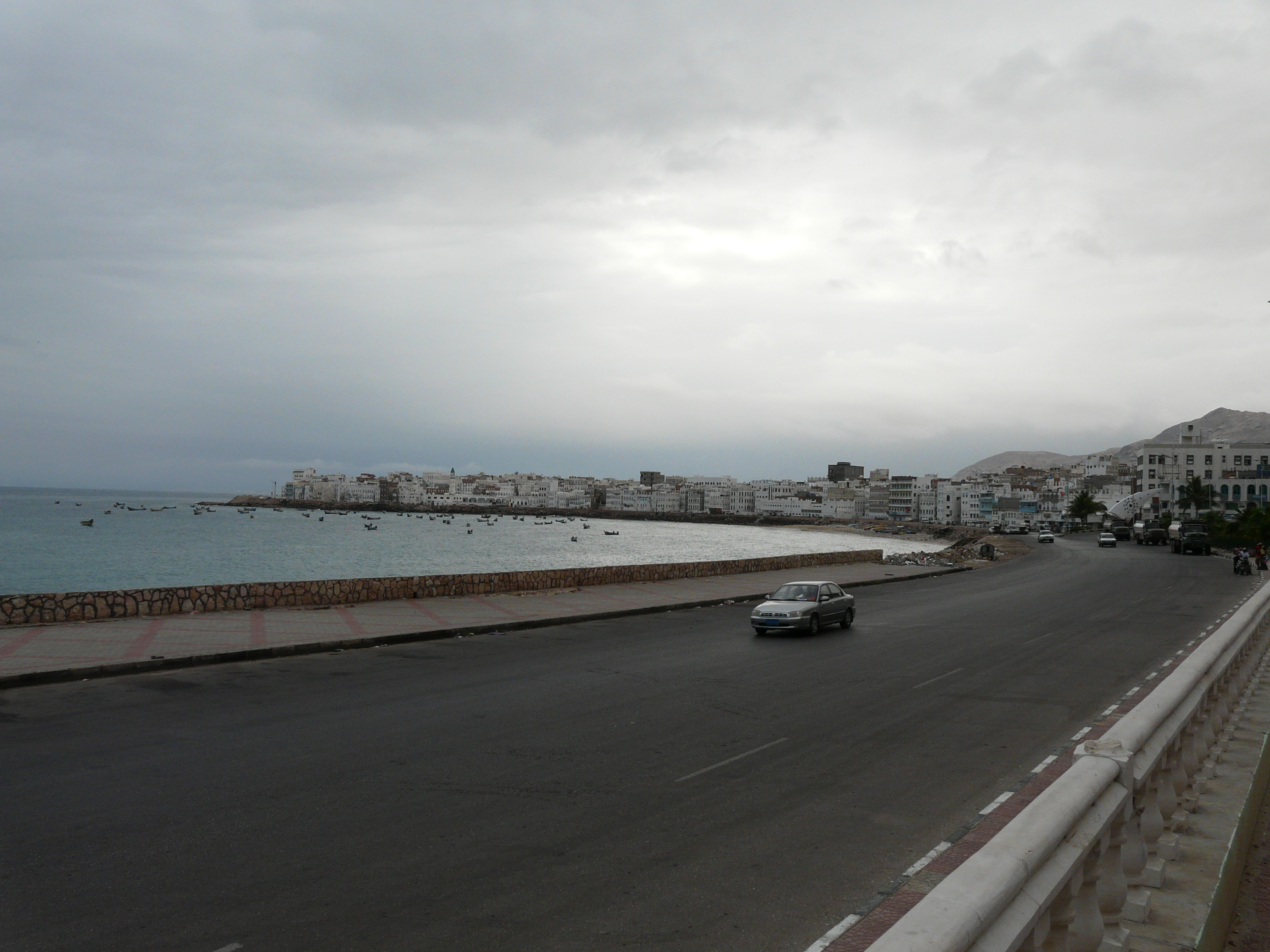
Эль-Мукалла. Набережная Старого Города (Вид с дороги между портом и Старым Городом Эль-Мукаллы).
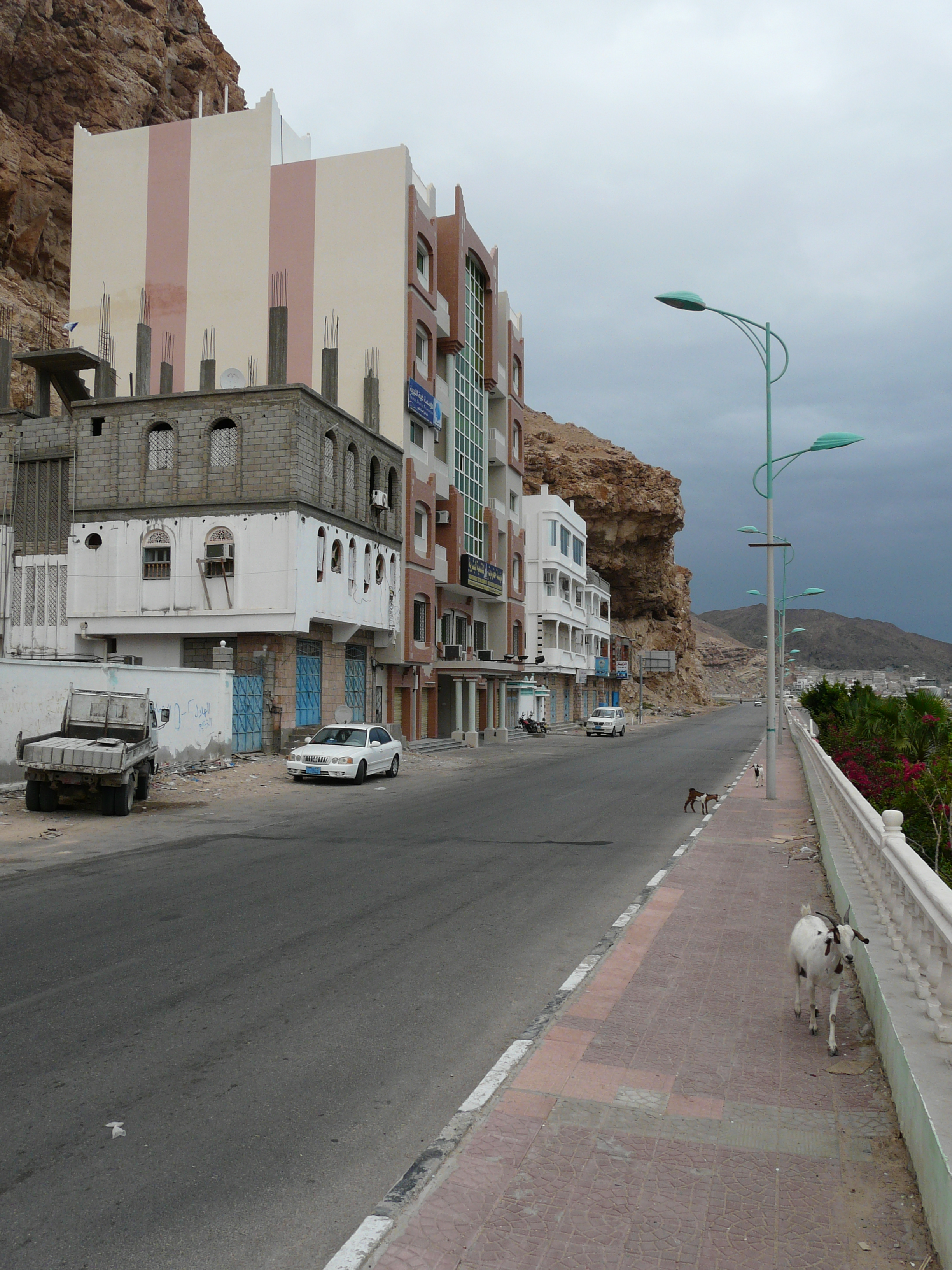
Первые здания Старого Города Эль-Мукаллы со стороны порта. Офис агентства судов находится в одном из этих домов.
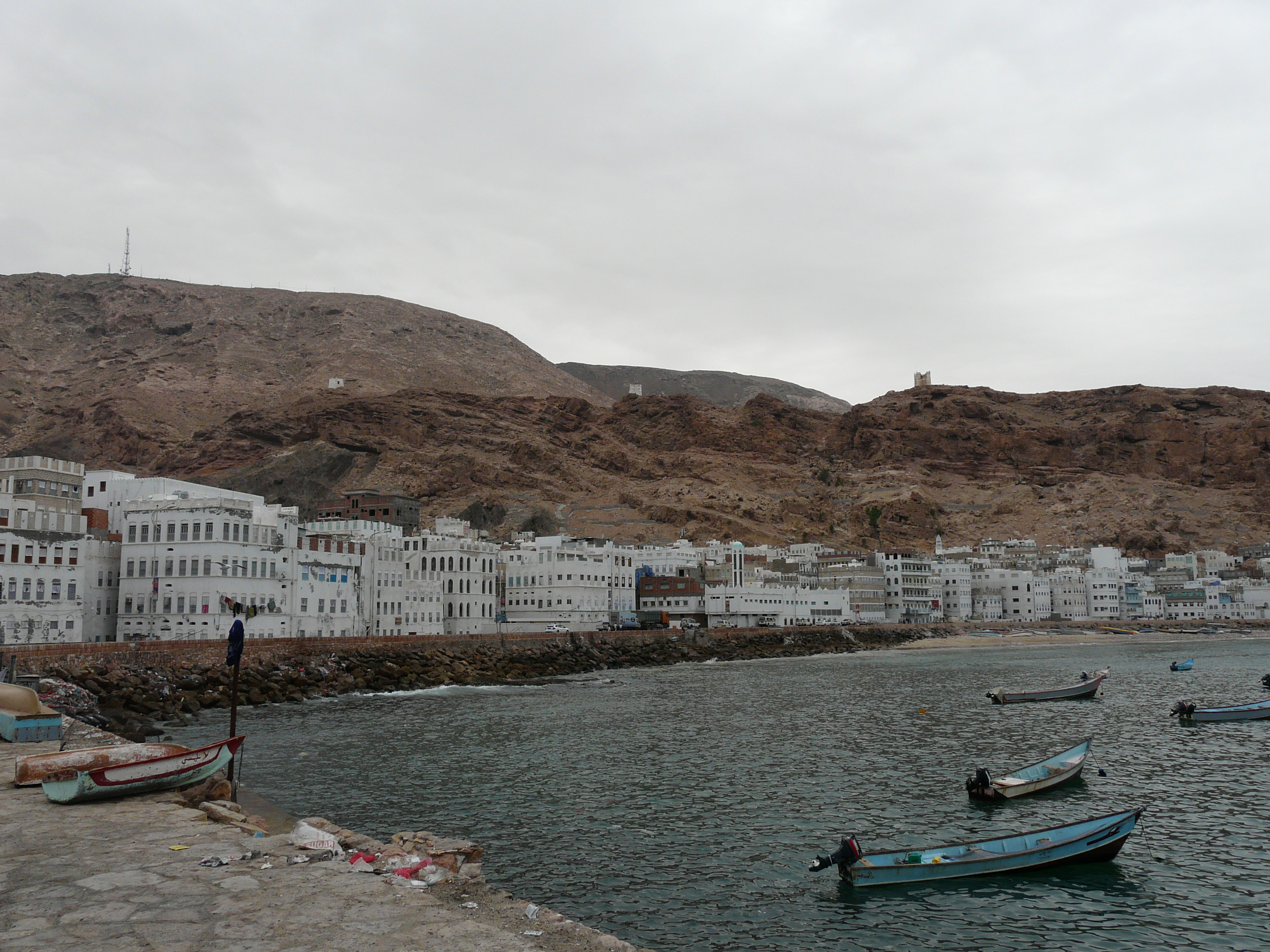
Восточная часть Старого Города Эль-Мукаллы и сторожевые башни в горах.
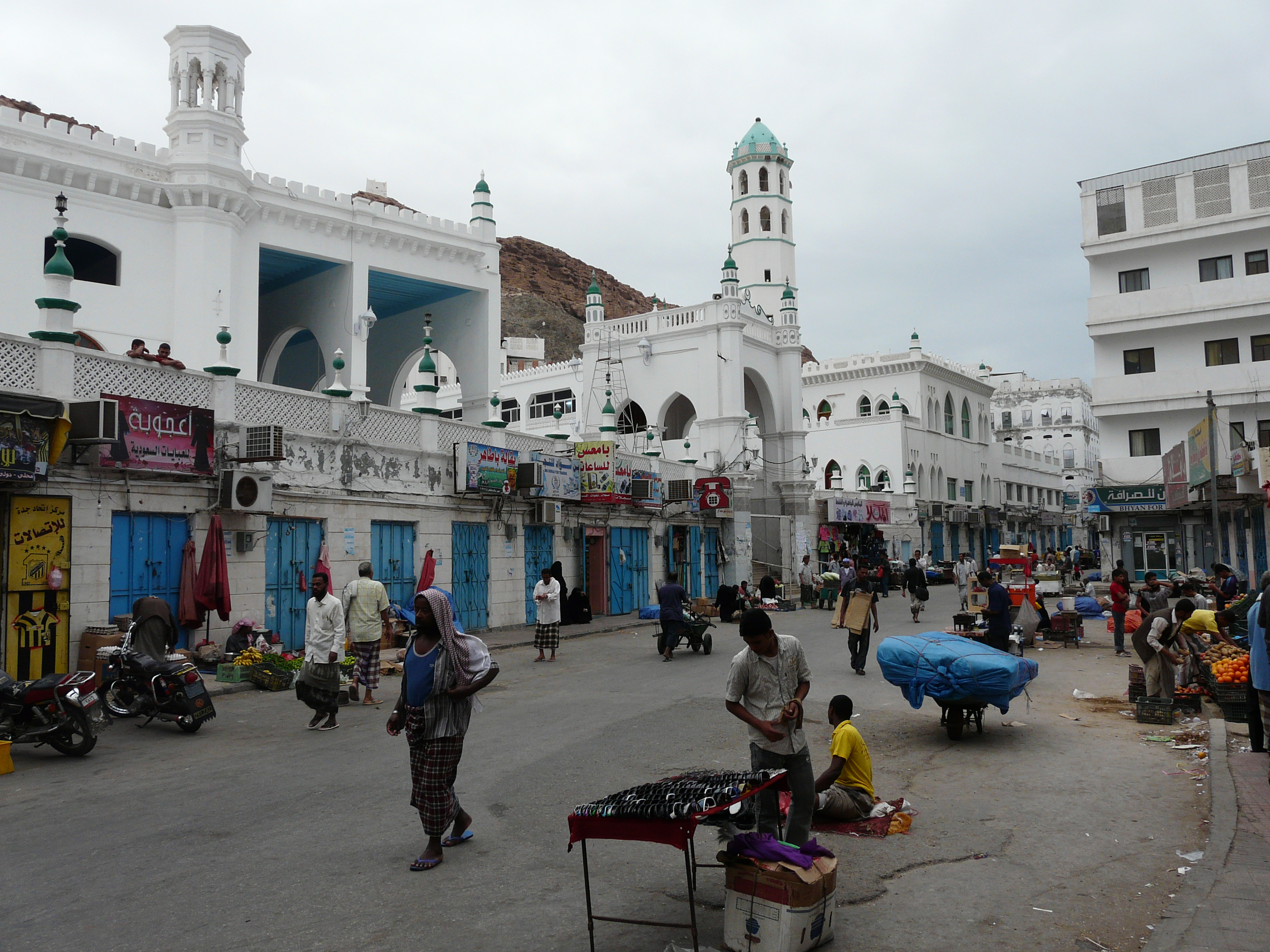
Старый Город Эль-Мукаллы (Йемен) - мечеть с подворьем и торговая площадь возле неё.

### Козы Старого Города в Эль-Мукалла
Домашние козы пасутся вдоль дорог на окраинах и на побережье Старого Города эль-Мукаллы. Они едят мусор, бумагу, дерево (ветки и остатки старой мебели, старых дверей и окон), пластиковые пакеты и прочий мусор, так как зелёных насаждений и травы в городе очень мало. В городе есть специально созданные и регулярно поливаемые оазисы из кустов, деревьев и травы, которые либо огорожены от коз, либо расположены в Новом Городе эль-Мукаллы, где коз не содержат. Можно встретить стадо коз пасущихся возле мусорных баков на побережье, возле домов и на крышах сараев. Козы — это одна из достопримечательностей Старого Города.

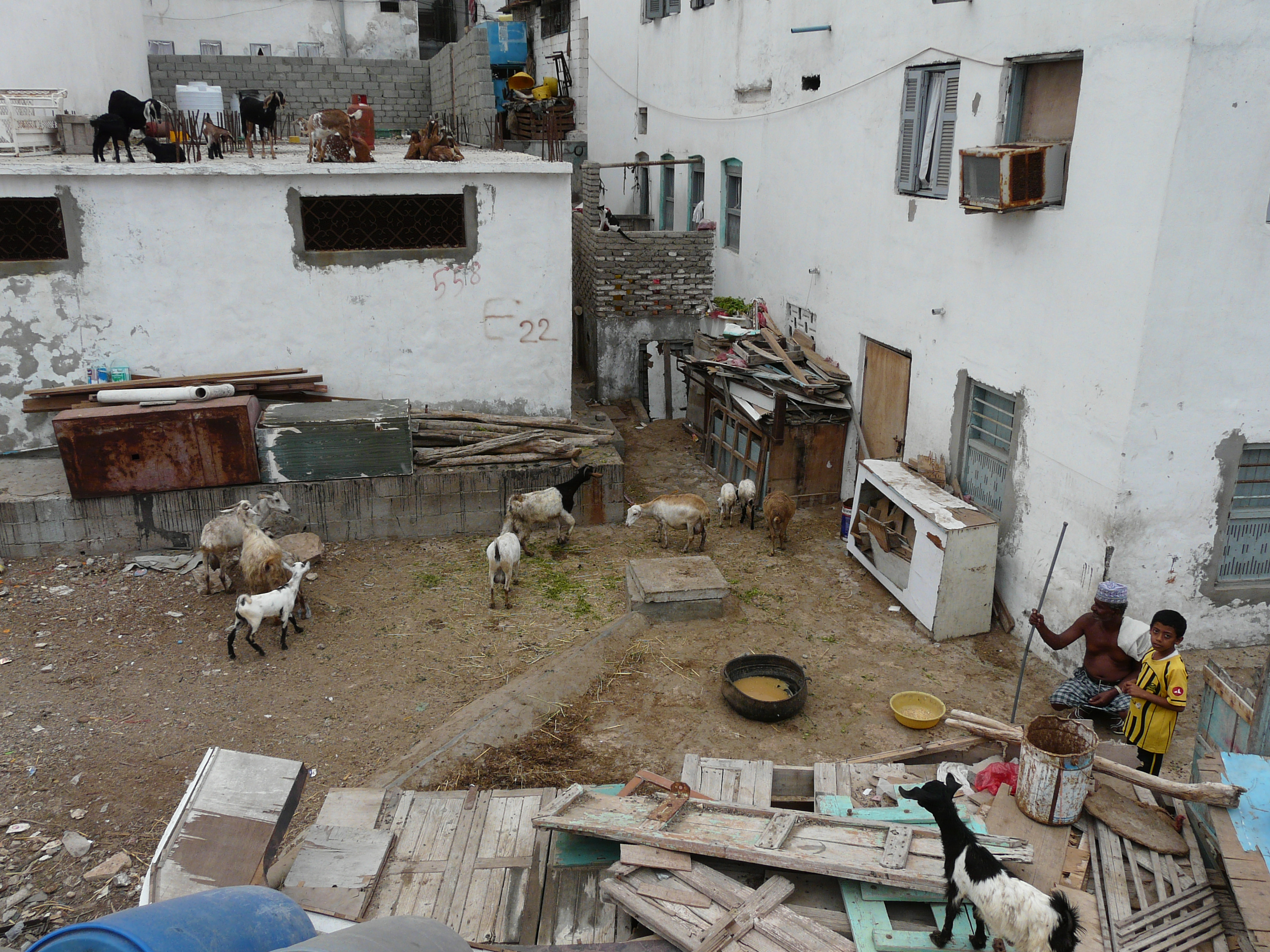
Эль-Мукалла. Старый Город. Козы, пасущиеся во дворе и на крыше.
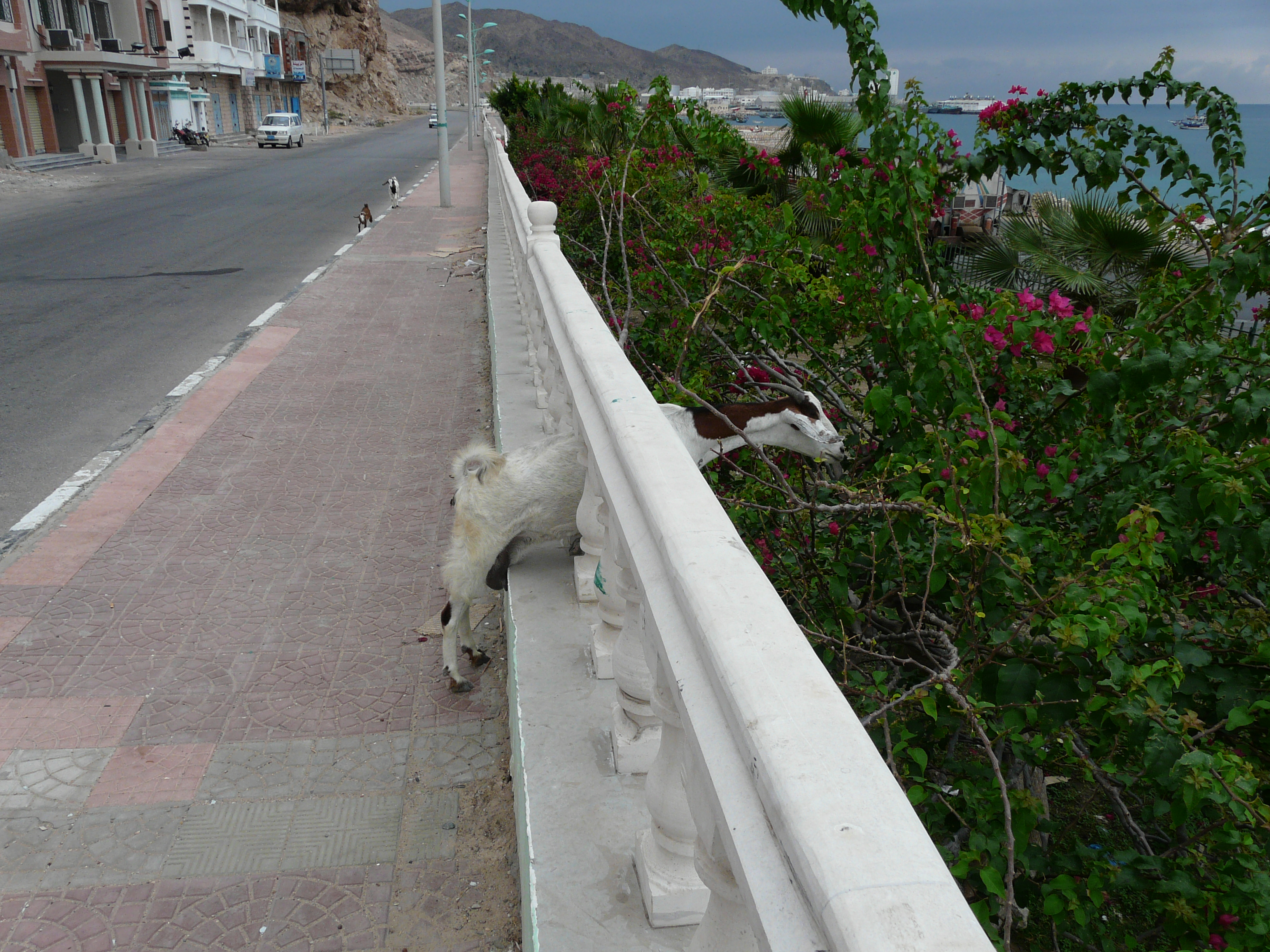
Коза пытается достать пищу из огороженного от коз оазиса.Старый Город Эль-Мукаллы.
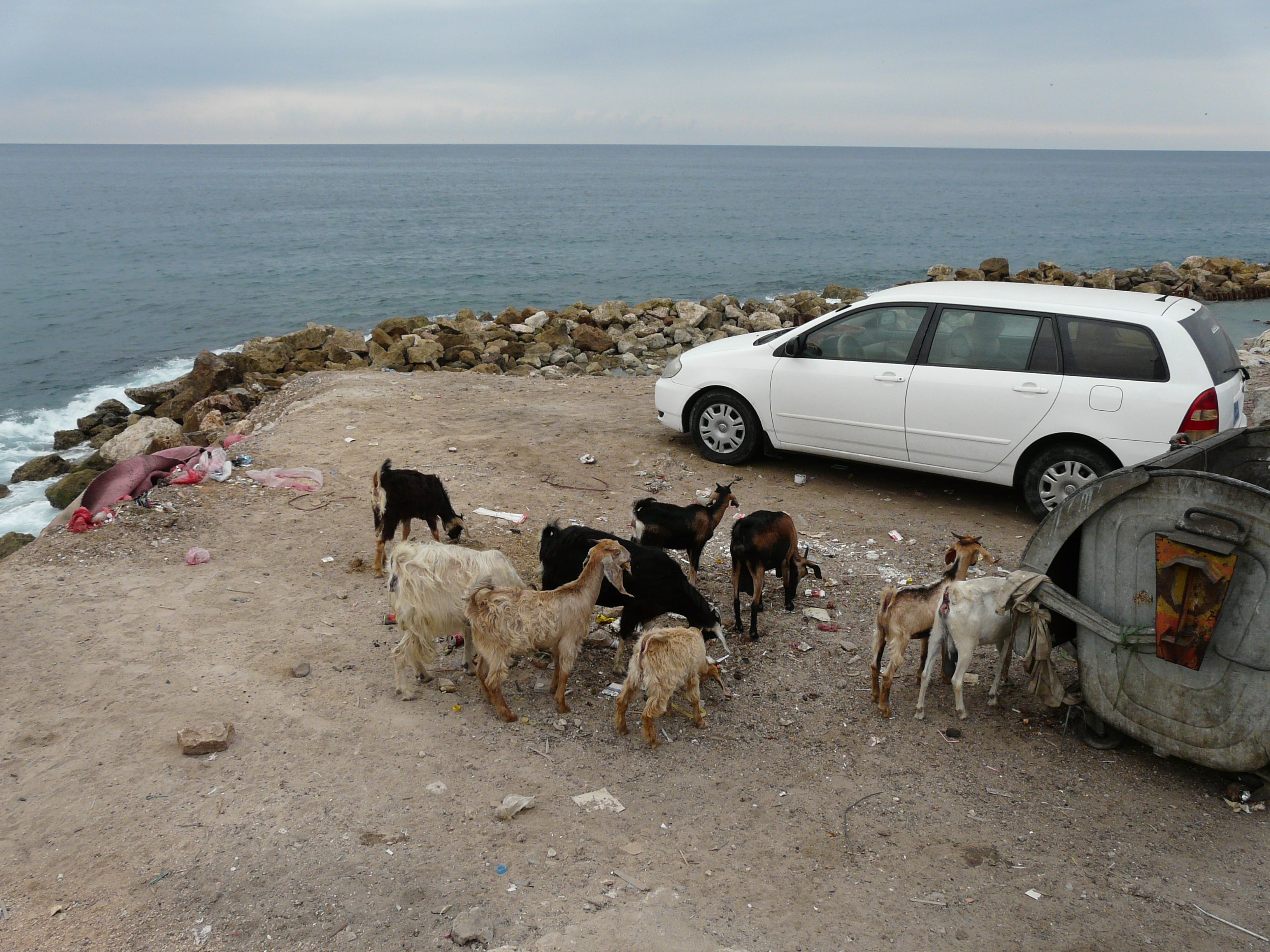
Эль-Мукалла. Старый Город. Козы, пасущиеся у мусорного контейнера, едят и бумагу и древесину.

### Сторожевые башни Старого Города
Одним из основных памятников является крепость (сторожевая башня) аль-Гувэйзи (англ. Kasr Alghwayzi), служившая наблюдательным пунктом за дорогой в сторону Эр-Рияда и таможенным постом.
Город окружён невысокими горами на вершинах которых от порта и вокруг Старого Города стоят белые сторожевые башни (по-английски — outposts). Сторожевая башня Kasr Alghwayzi является достопримечательностью эль-Мукаллы. Эта башня изображена на старых марках.
<>

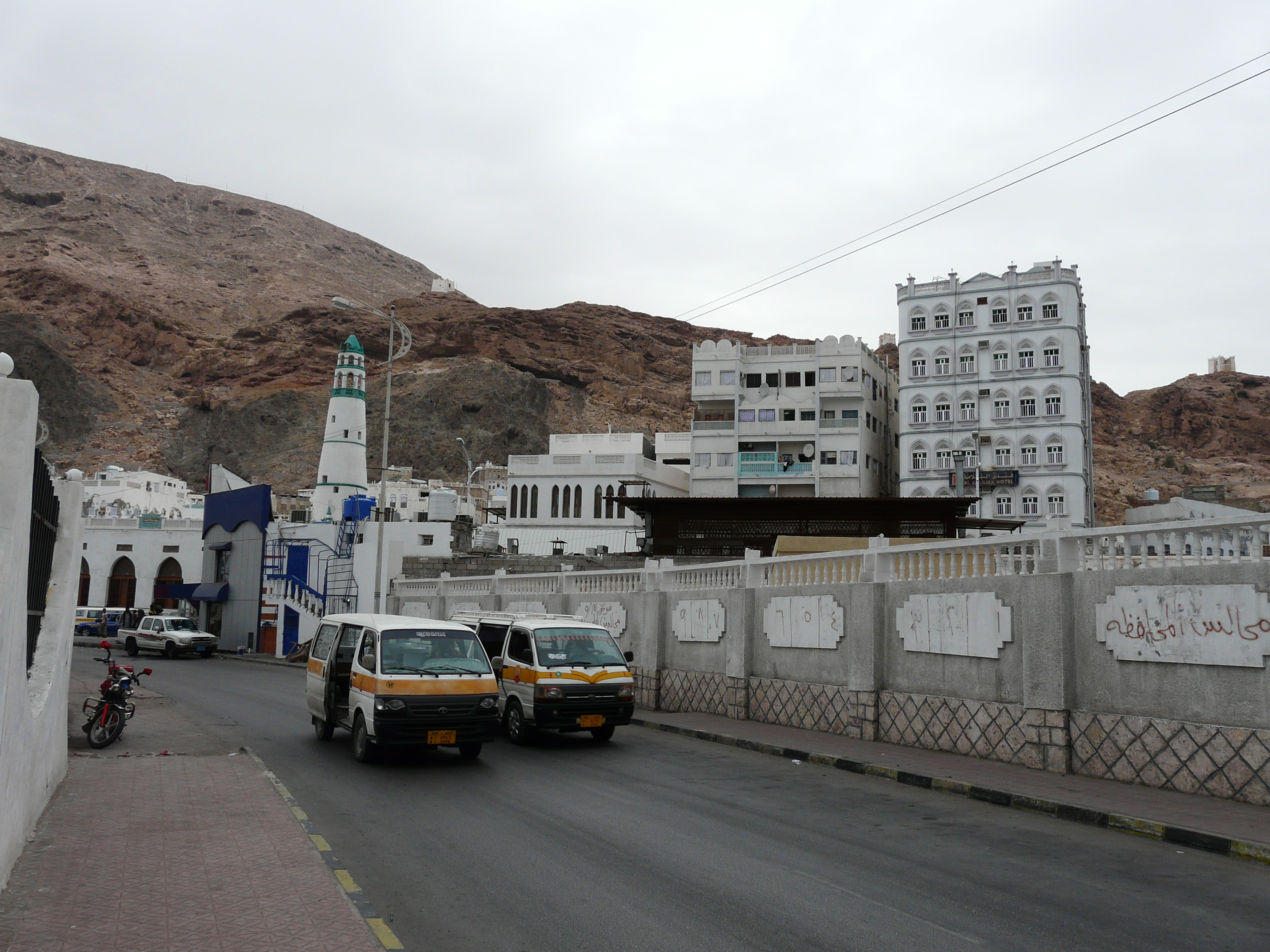
Эль-Мукалла. Маршрутные мини-автобусы на улице Старого Города. Слева от дороги, за забором и постройками море — в этом месте в середине XX века была старая гавань. За городом на вершинах гор видны три сторожевые башни.
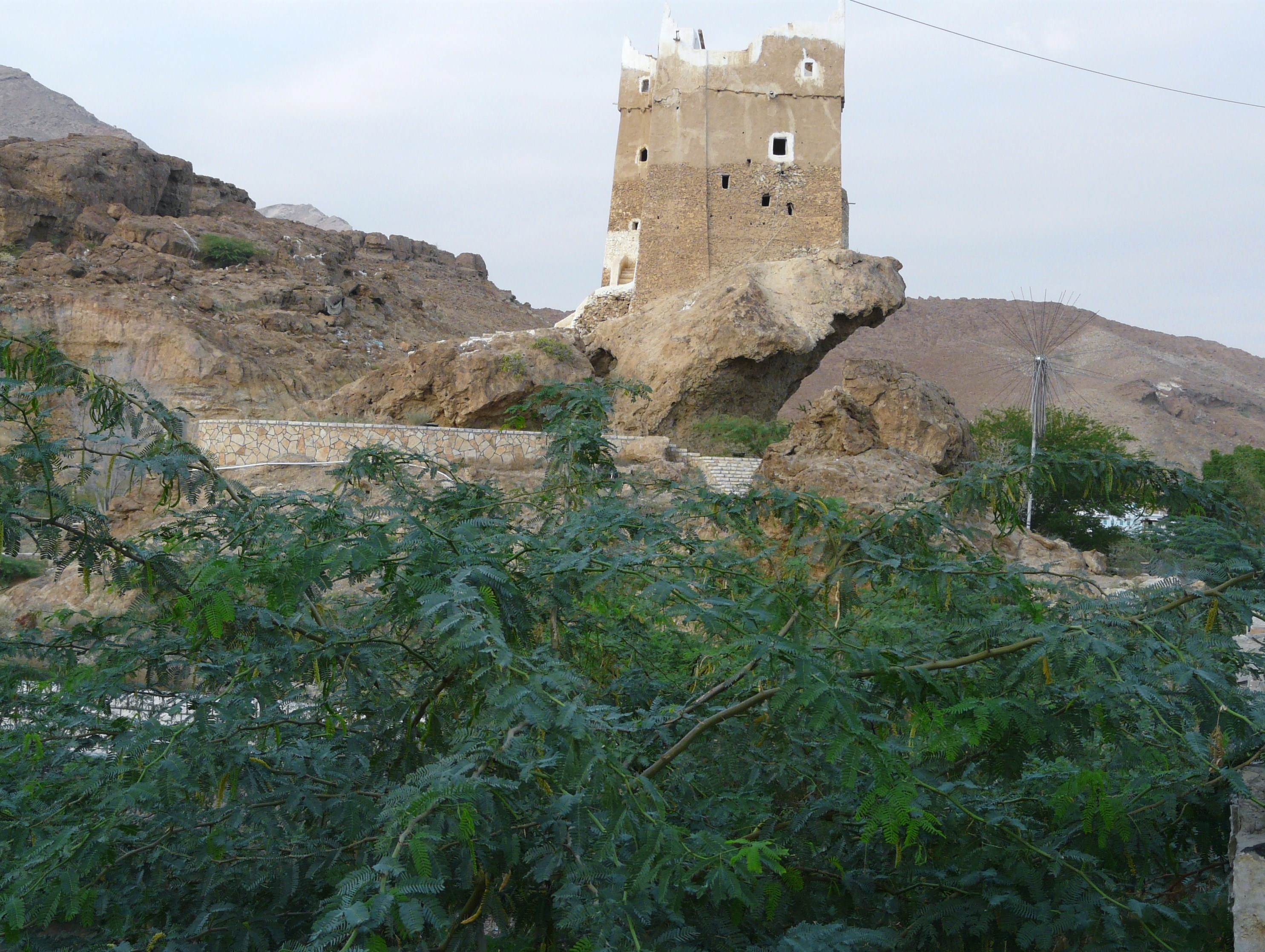
Сторожевая башня-крепость Kasr Alghwayzi является достопримечательностью Эль-Мукаллы. Эта башня изображена на старых марках.

### Дворец султанов Куайти

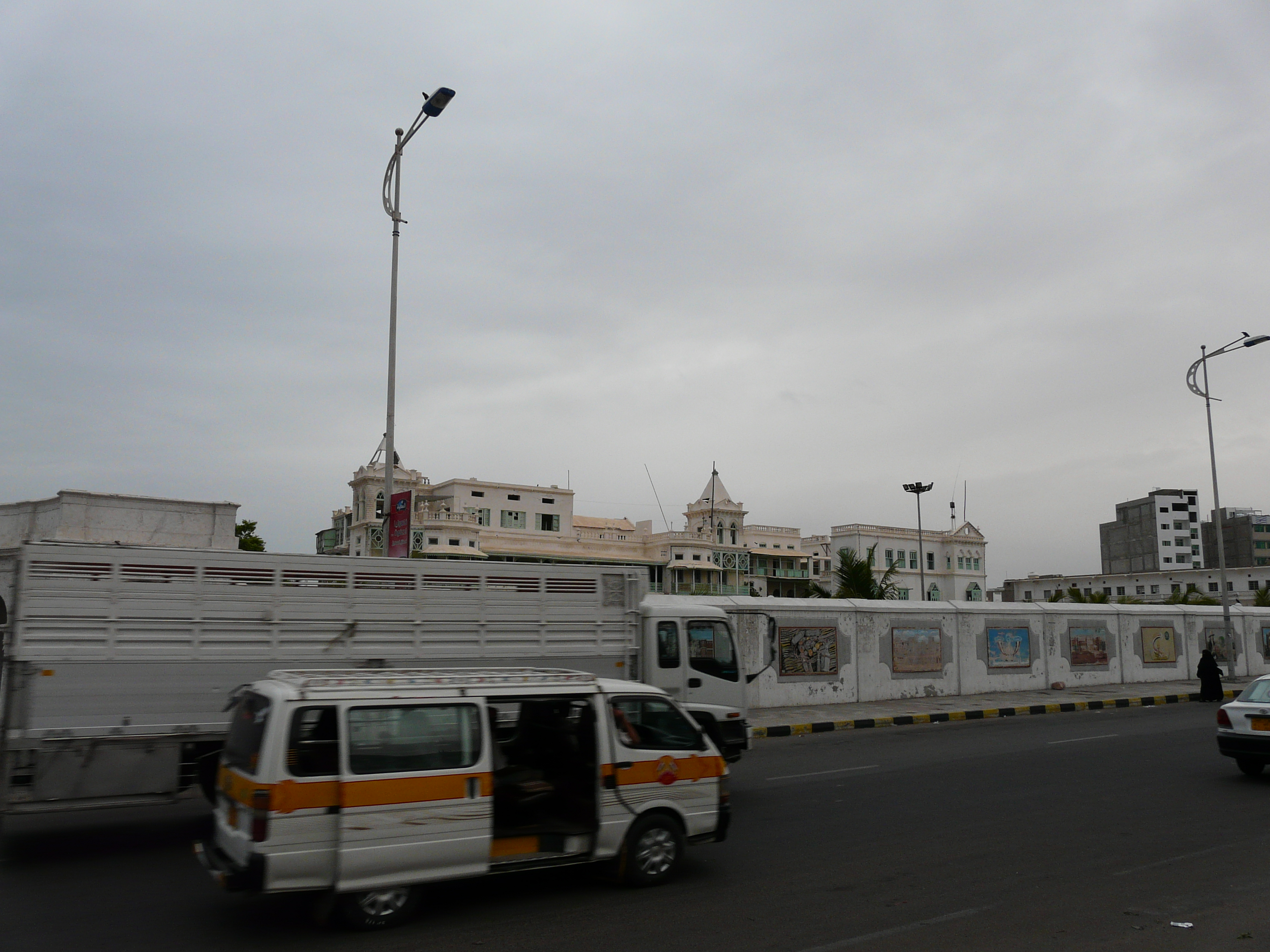
Дворец султанов Куайти в Эль-Мукалле находится между Старым и Новым городом. Йемен. Фотография от 02 февраля 2010 года.

Одним из основных памятников является дворец султана Омара Бен Авада аль-Куайти, построенный в конце 20-х годах XX века. Дворец расположен на западной окраине Старого Города. Площадь возле дворца получила название Судной площади. Между дворцом и горами вдоль улицы соединяющей Старый и Новый города расположились постройки, среди которых Управление полиции города. Южнее (ближе к Аденскому заливу) дворца проходит улица, ведущая от Старого Города к каменному мосту — за мостом эта улица переходит в дорогу на Аден. Новый Город построен к западу от дворца и этот город с двух сторон от канала идущего от залива Аден вглубь побережья. Сегодня Старый Город, Дворец и Новый Город слились в один город.

### Новый Город Эль-Мукаллы
Новый Город является продолжением Старого Города и протянулся с двух сторон от канала идущего от залива Аден вглубь побережья. Новый Город также окружён невысокими горами. Кроме маршрутных автобусов в Новом Городе много частных машин и такси. Три моста через канал, два из которых железные синего цвета только для пешеходов, являются визитной карточкой Нового Города.

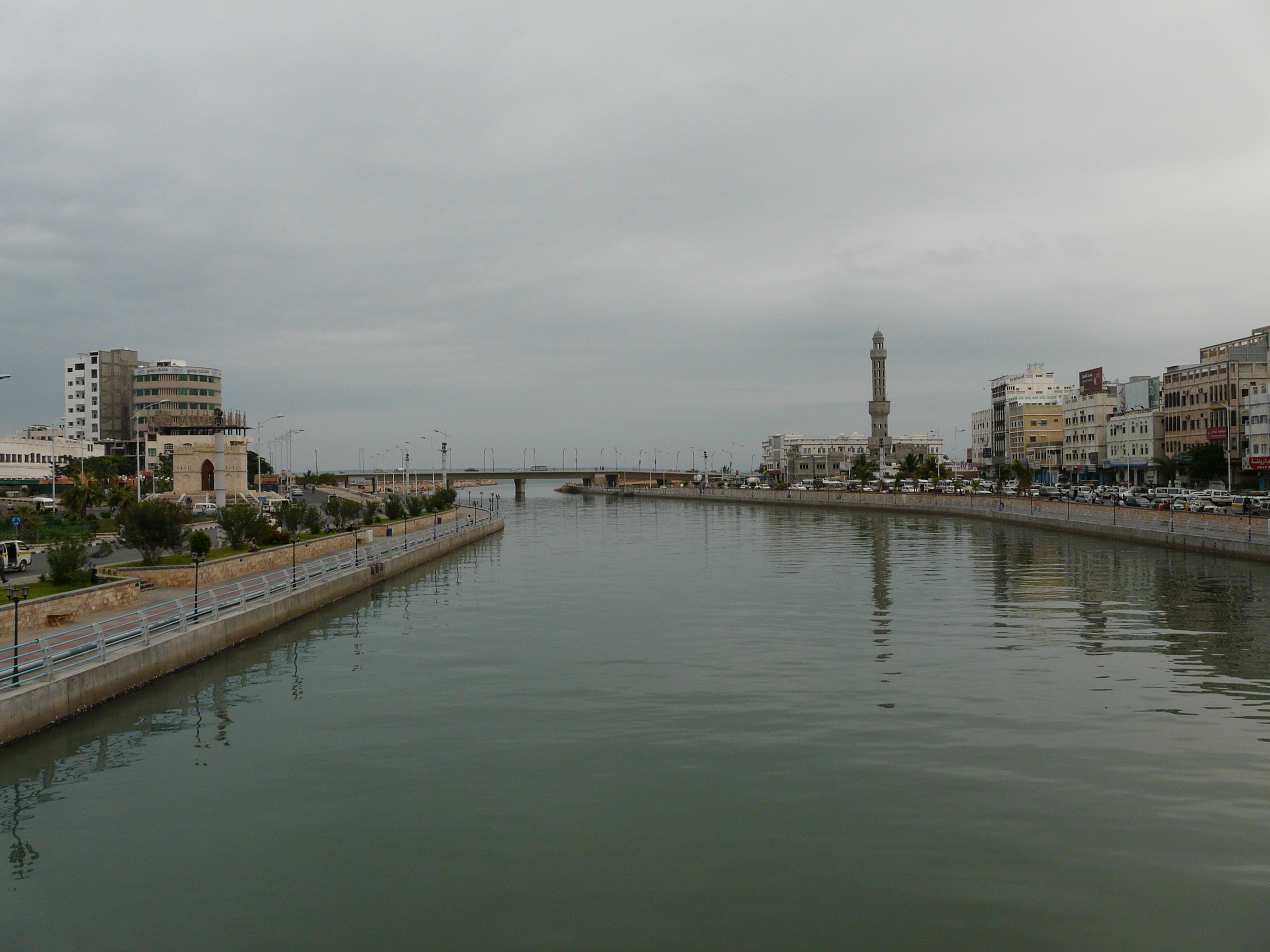
Каменный мост через канал в Новом Городе Эль-Мукаллы. За мостом виден выход канала в Аденский залив.
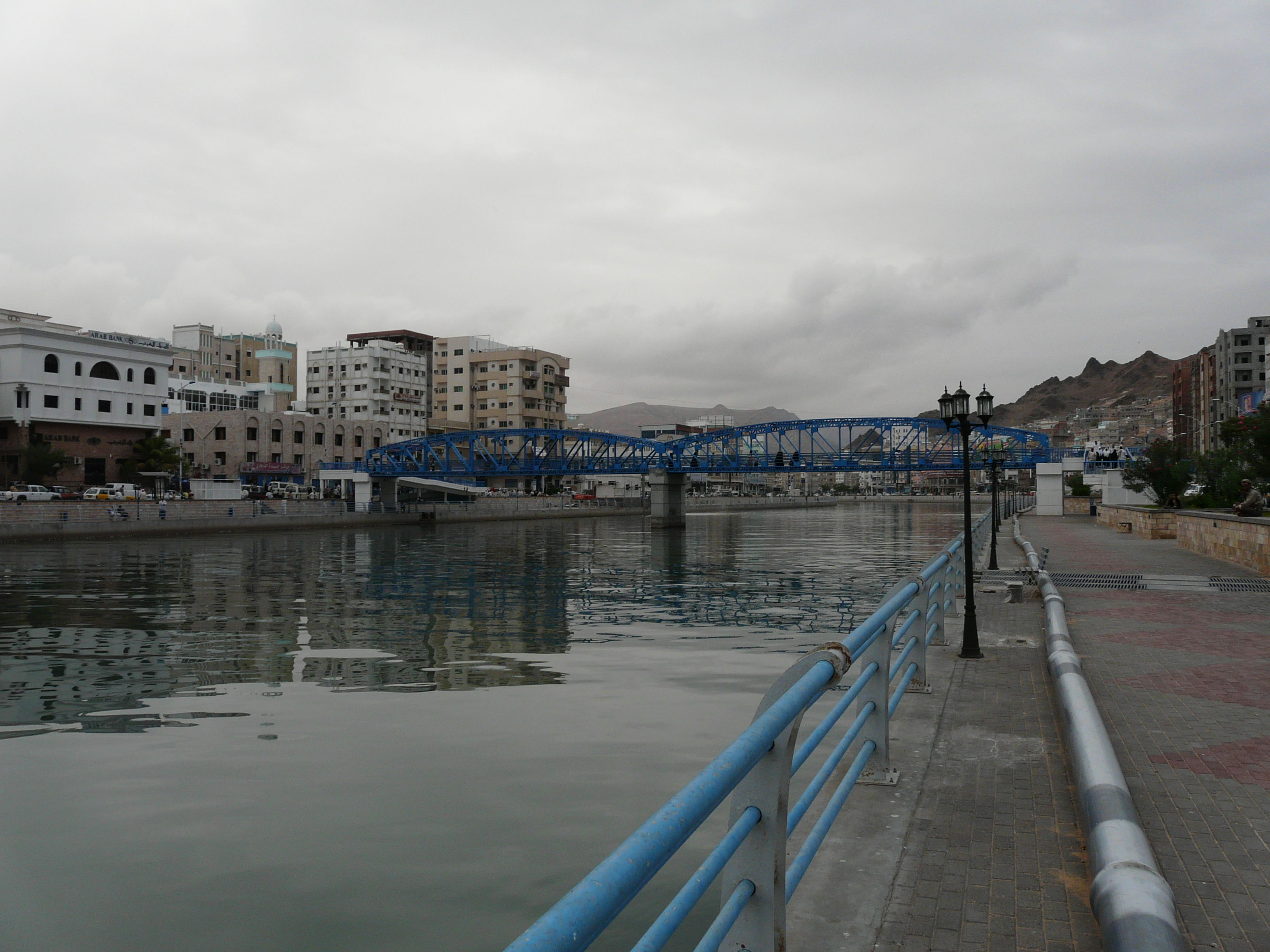
Эль-Мукалла. Канал и синий мост в Новом Городе Эль-Мукаллы.

### Флора Эль-Мукаллы

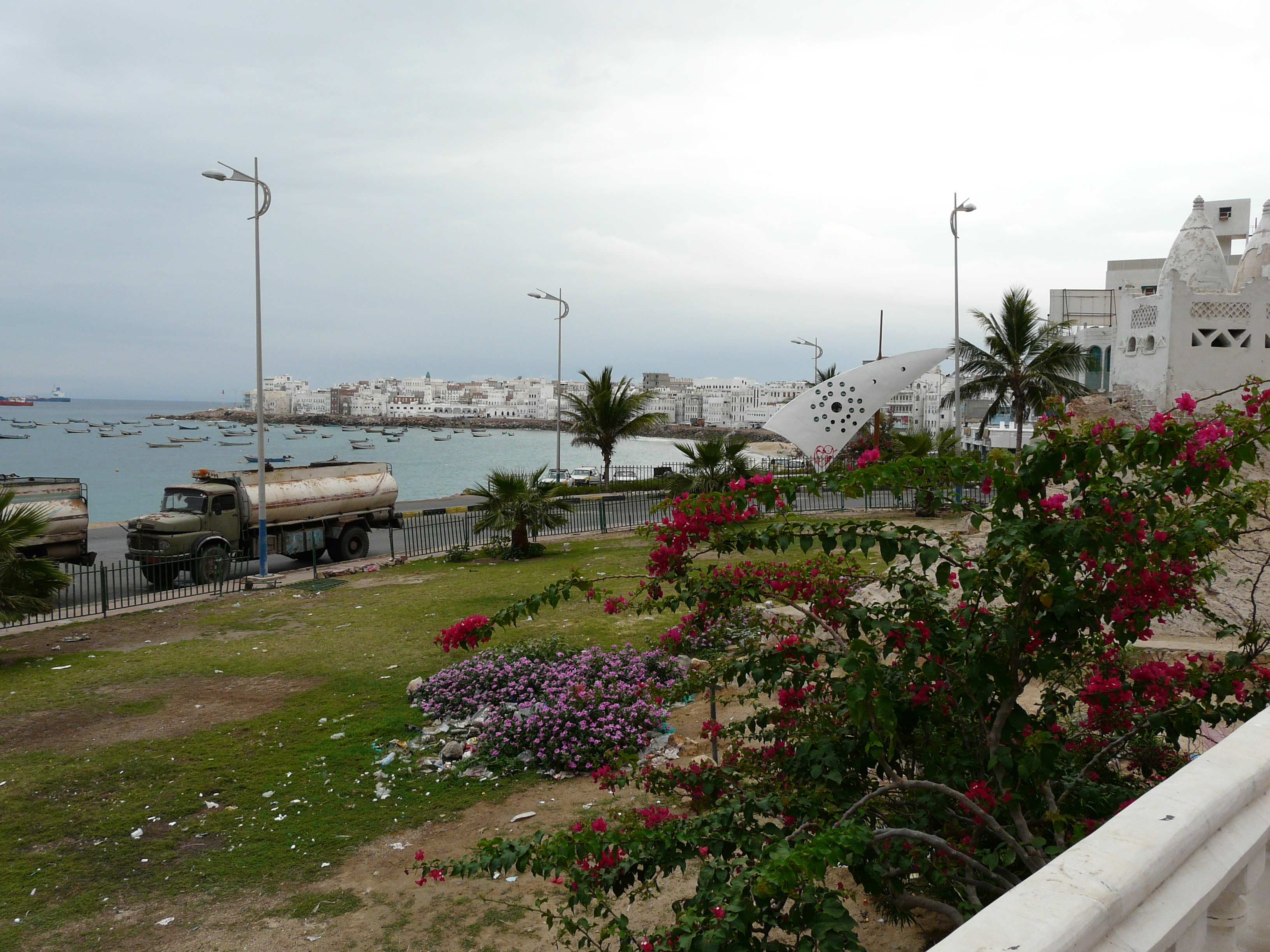
Огороженный от коз оазис на восточной окраине Старого Города Эль-Мукаллы.

Весьма скудна растительность в окрестностях города, в горах. В порту и по дороге от порта можно было встретить только небольшие дикие кусты у подножия гор.
Почти нет зелёных насаждений в Старом Городе Эль-Мукаллы. Травы почти нет (если не считать оазисы). При въезде в Старый Город Эль-Мукаллы наблюдается только один оазис зелени ограждённый от коз.
В Новом Городе Эль-Мукаллы растительности немного больше — пальмы, кусты, другие деревья и трава сформированы в газоны вдоль канала и у домов.

### Цвета улиц Эль-Мукаллы

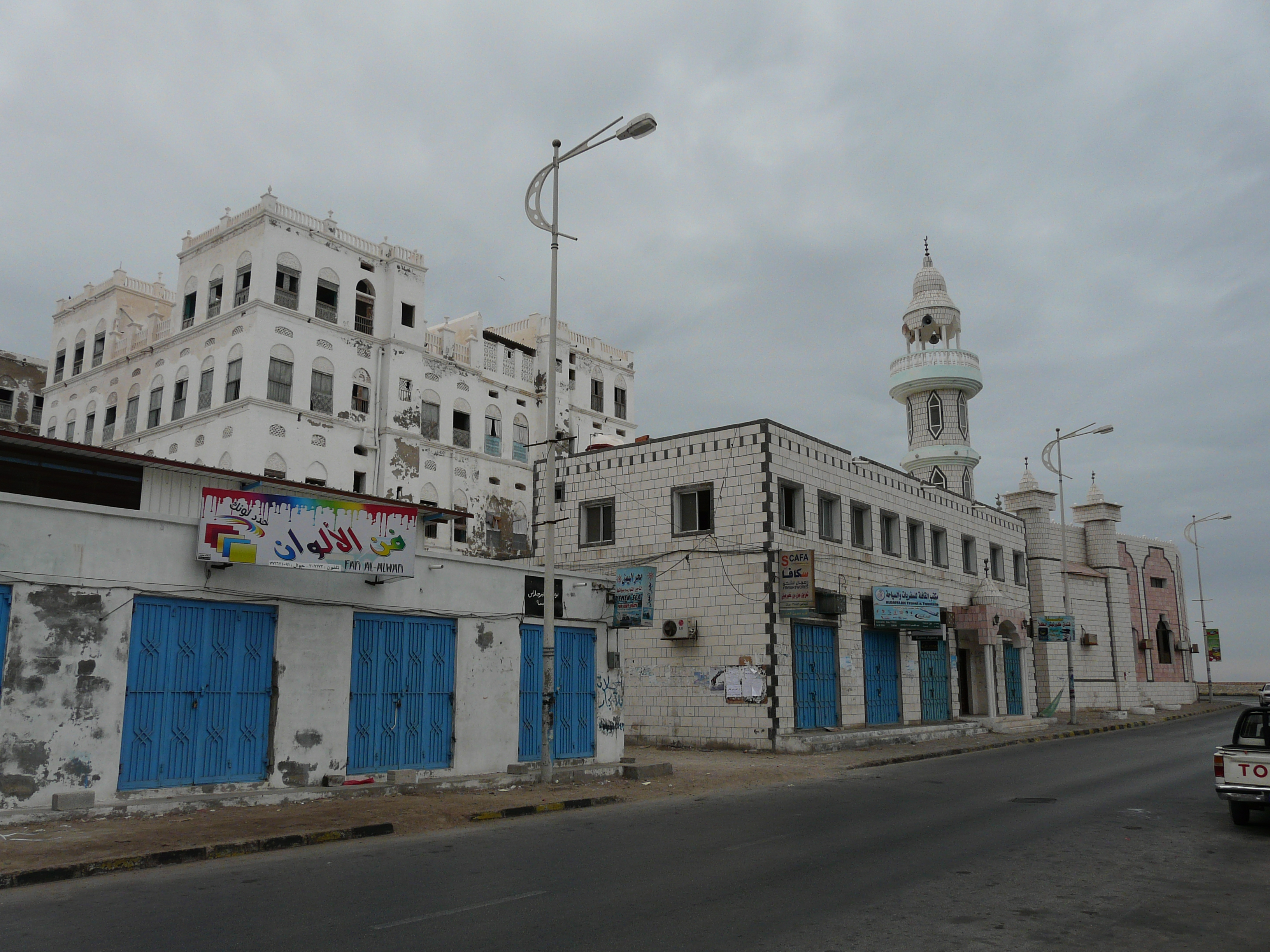
Преимущественно двери в Эль-Мукалле окрашены в синий цвет (Старый Город Эль-Мукаллы).

Белый цвет. Этот цвет превальирует в городе потому, что дома, магазины, культовые здания, сторожевые башни, склады и прочие здания, заборы, стобы и люстры освещения, транспорт в Эль-Мукалле в основном окрашены в белый цвет. Также транспорт (машины, автобусы) имеют преимущественно белый цвет.
Различные оттенки зелёного и синего. Преимущество этих цветов Ислама после белого очевидно. В такие цвета окрашены люстры освещения на шоссе от порта до города окрашены, окна некоторых домов, большинство дверей (синий цвет), мосты через канал (синий цвет), ручные тележки (синий цвет). Также наличие зелёных насаждений, особенно в Новом Городе, увеличивает ощущение, что оттенки синего и зелёного превалируют после белого цвета.
Оранжевый и жёлтый. Пассажирский транспорт Эль-Мукаллы окрашен в белый цвет и помечен полосами оранжевого или жёлтого цвета.
Остальные цвета не сильно выделяются.

### Дороги, улицы и транспорт Эль-Мукаллы
Основные дороги и тротуары в городе в очень хорошем состоянии — дороги покрыты асфальтом, а тротуары как правило покрыты плиткой. Узкие улочки между домами не столь ухожены. Движение транспорта правостороннее.
Весь пассажирский транспорт города (а это только большие автобусы и мини-автобусы, частный извоз типа такси) окрашен в белый цвет и помечен оранжевой или жёлтой полосой. Маршрутные автобусы перевозят пассажиров с открытыми дверями на ходу в связи с отсутствием кондиционеров. Большие автобусы поддерживают только загородные маршруты.
В 1977 году закончено строительство дороги из Мукаллы в Аден.

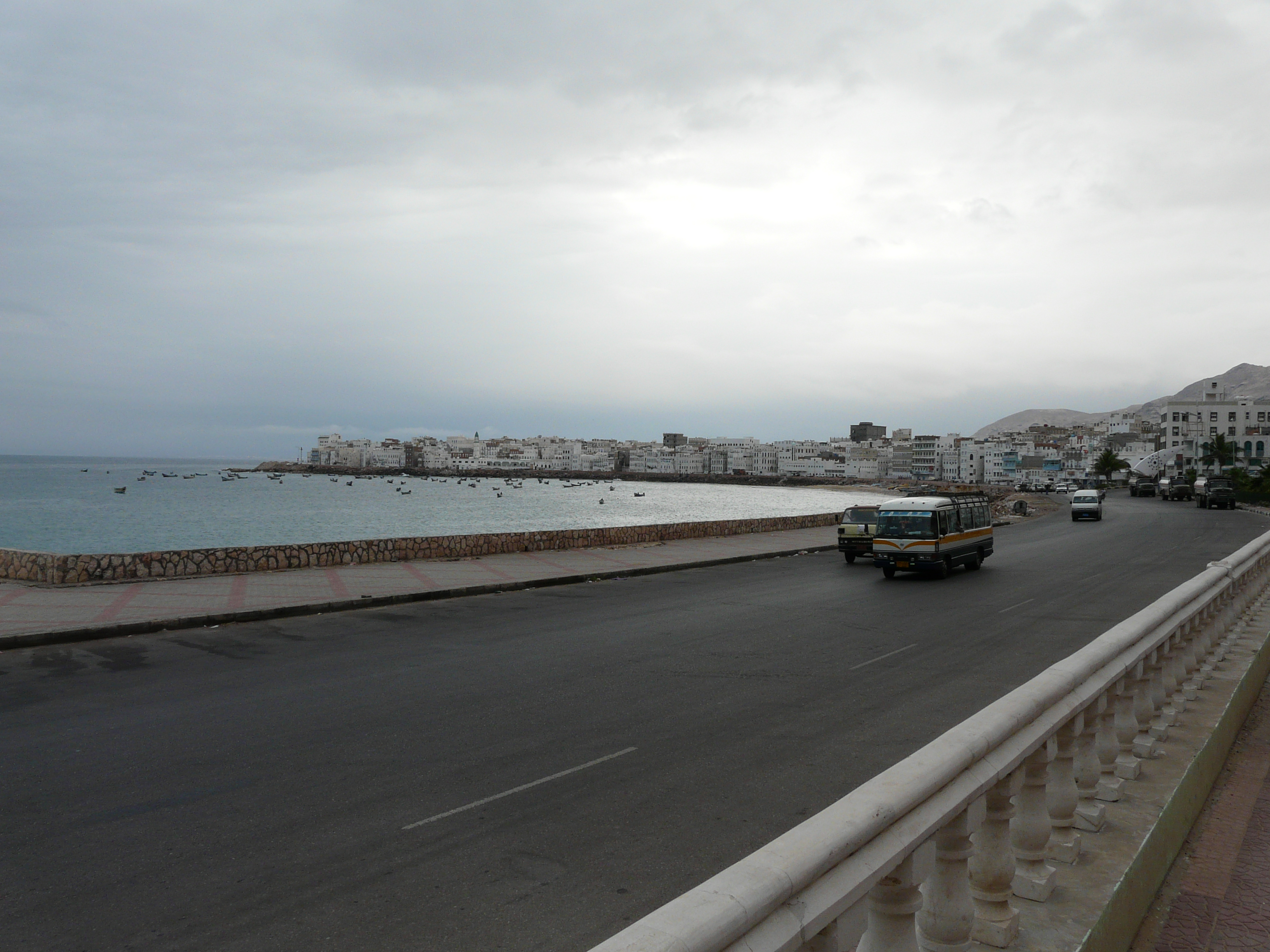
Набережная между портом и Старым Городом Эль Мукаллы. Междугородный автобус выезжает из города.
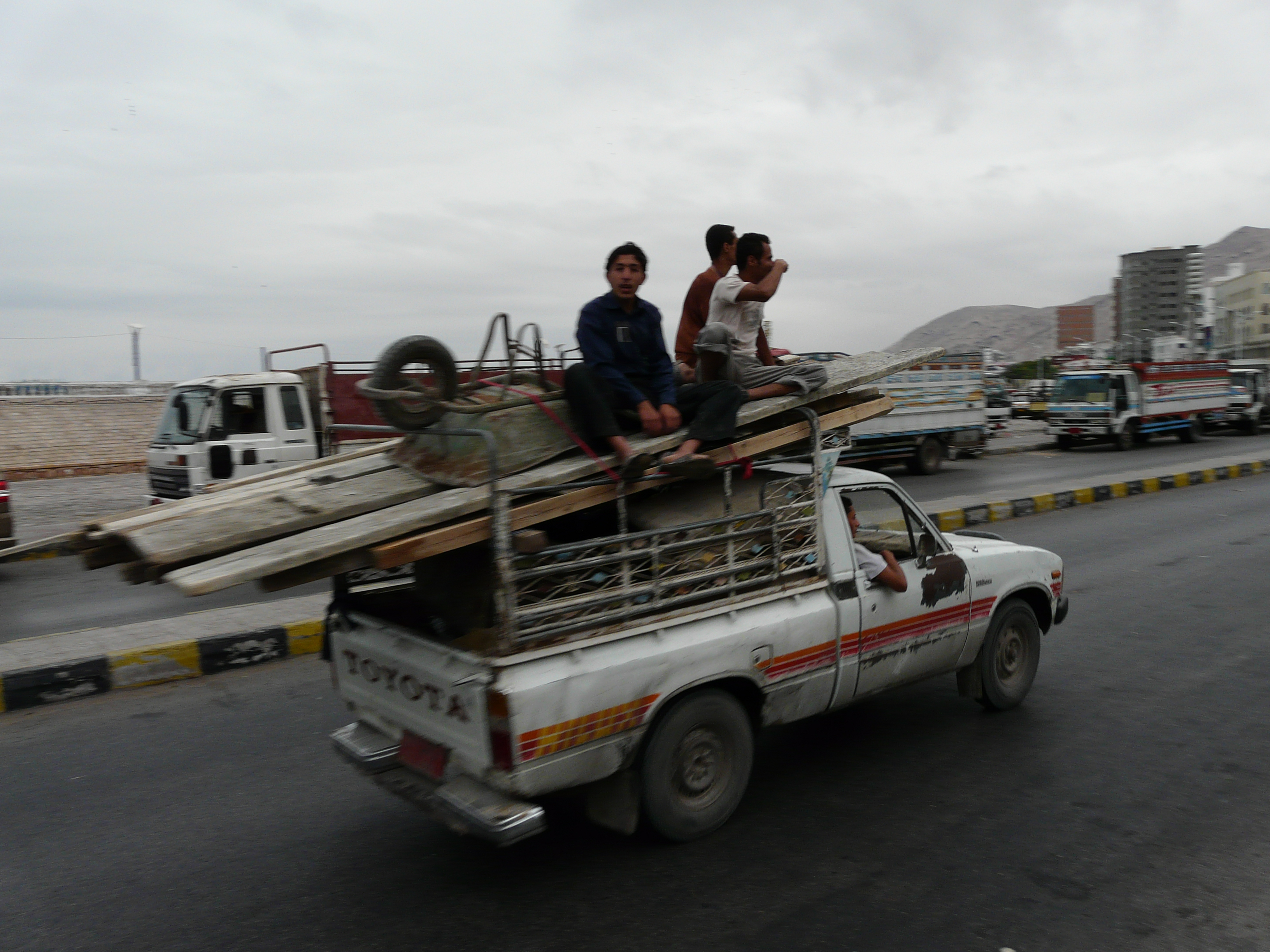
Транспортировка в Эль-Мукалле.

## Экономика и торговля

### Экономика Эль-Мукаллы
Эль-Мукалла — торговый центр. Из Эль-Мукаллы вывозят сушёную рыбу, табак, кофе, кожсырьё. В Эль-Мукале существует кустарное производство циновок, корзин, сигарет. В Эль-Мукалле находится небольшой завод по обработке рыбы.
Эль-Мукалла имеет важный морской порт в мухафазе Хадрамаут (наибольшей мухафазе в Южной Аравии). Через этот порт в Йемен поступает цемент навалом и нефтепродукты. В порту есть цементная фабрика совместной Омано-Йеменской цементной компании «RAYSUT» — головной офис в Омане. Также у порта находятся нефтяные цистерны к которым идёт трубопровод от одного из причалов порта. Это информация по состоянию на начало 2010 года.

### Порт Мукалла
Расположение: Порт Эль-Мукалла расположен восточнее города Эль-Мукалла, около 265 миль к ENE от порта Аден, на северной стороне Аденского залива, близко к слиянию Аденского залива и Аравийского моря.
Координаты: широта 14° 31' Северная и долгота 49° 09' Восточная.
Ещё в середине XX века гавань Эль-Мукалла находилась в черте старого города. В прежние времена на рейде гавани стояли многочисленные самбуки, доставляющие товары из других портовых городов Аравии. Сейчас же Мукалла считается одним из самых современных городов Йемена. Отсюда ближе добираться до архипелага Сокотра, чем с Адена.
Новый порт Мукалла (старая гавань используется для мелких рыбацких лодок) построен на востоке от Старого Города Эль-Мукаллы — всего несколько километров до города.
Порт Мукалла (Mukalla port), согласно морской лоции, способен принимать суда длиной до 150 метров, однако в феврале 2010 года в порт первый раз зашло в порт судно длиной 180 метров без помощи буксиров — цементовоз «Olympic Carrier». На территории порта расположены цементные цистерны и цементная фабрика компании «RAYSUT» (компания Омана и Йемена) для приёма цемента навалом с судов-цементовозов (cement carriers). Цемент, как правило, поставляют с Омана. В порту оборудован причал для приёма нефтепродуктов с танкера и установлены цистерны для нефтепродуктов. Порт также является пристанищем для небольших рыболовных судов. Одновременно порт способен принимать два судна длиной 150 метров (обычно цементовоз и танкер) и десятка два мелких рыболовных судов, которые становятся лагом друг к другу.
Это второй по значению порт юго-восточного берега Аравийского полуострова после порта Аден.

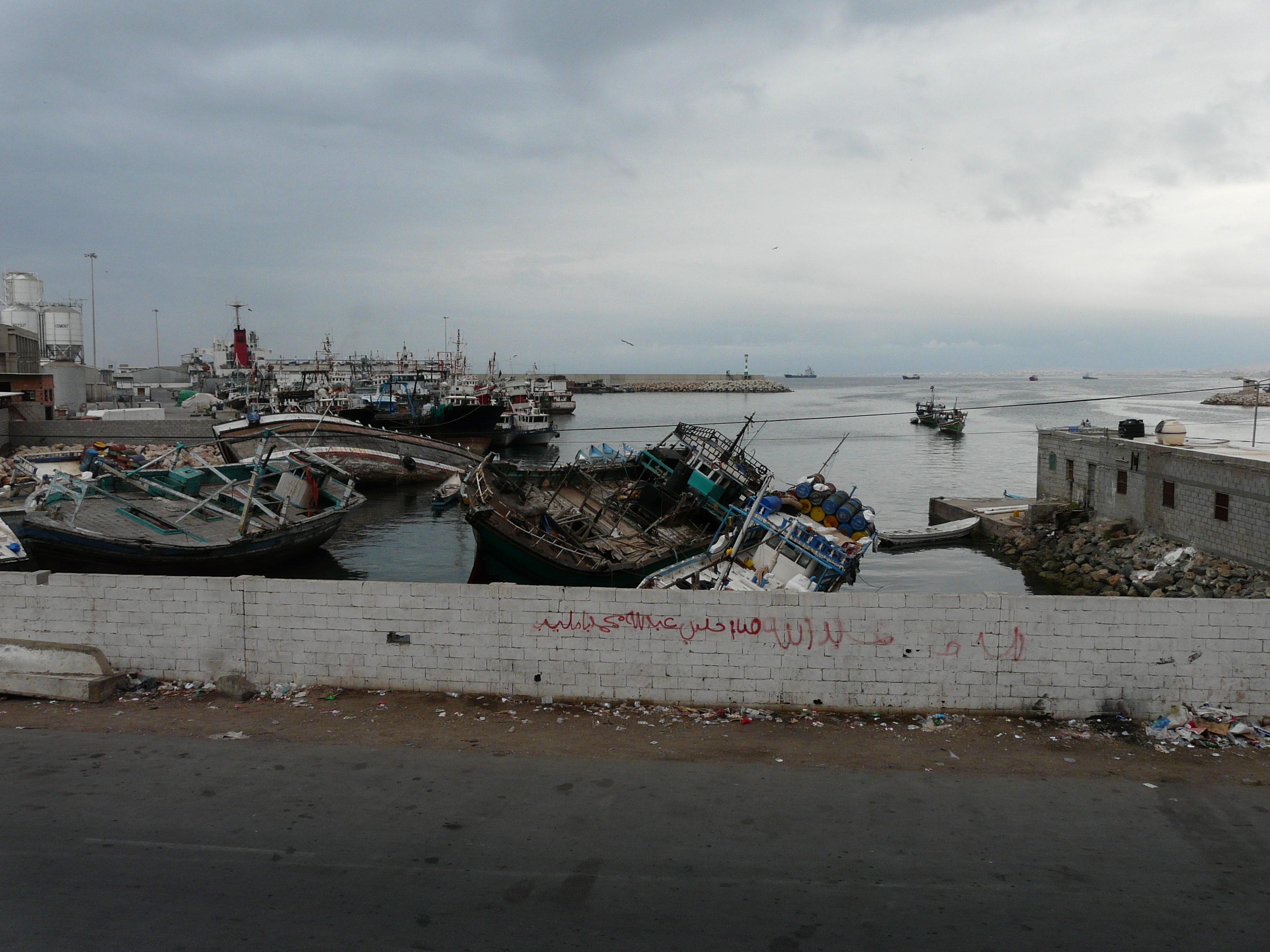
Новый порт Мукалла. Слева на фото цистерны (танки) цементной компании «RAYSUT», лагом ошвартован цементовоз (судно) «Olympic Carrier» (серый корпус, белая надстройка и красная труба) и много рыболовных судов.
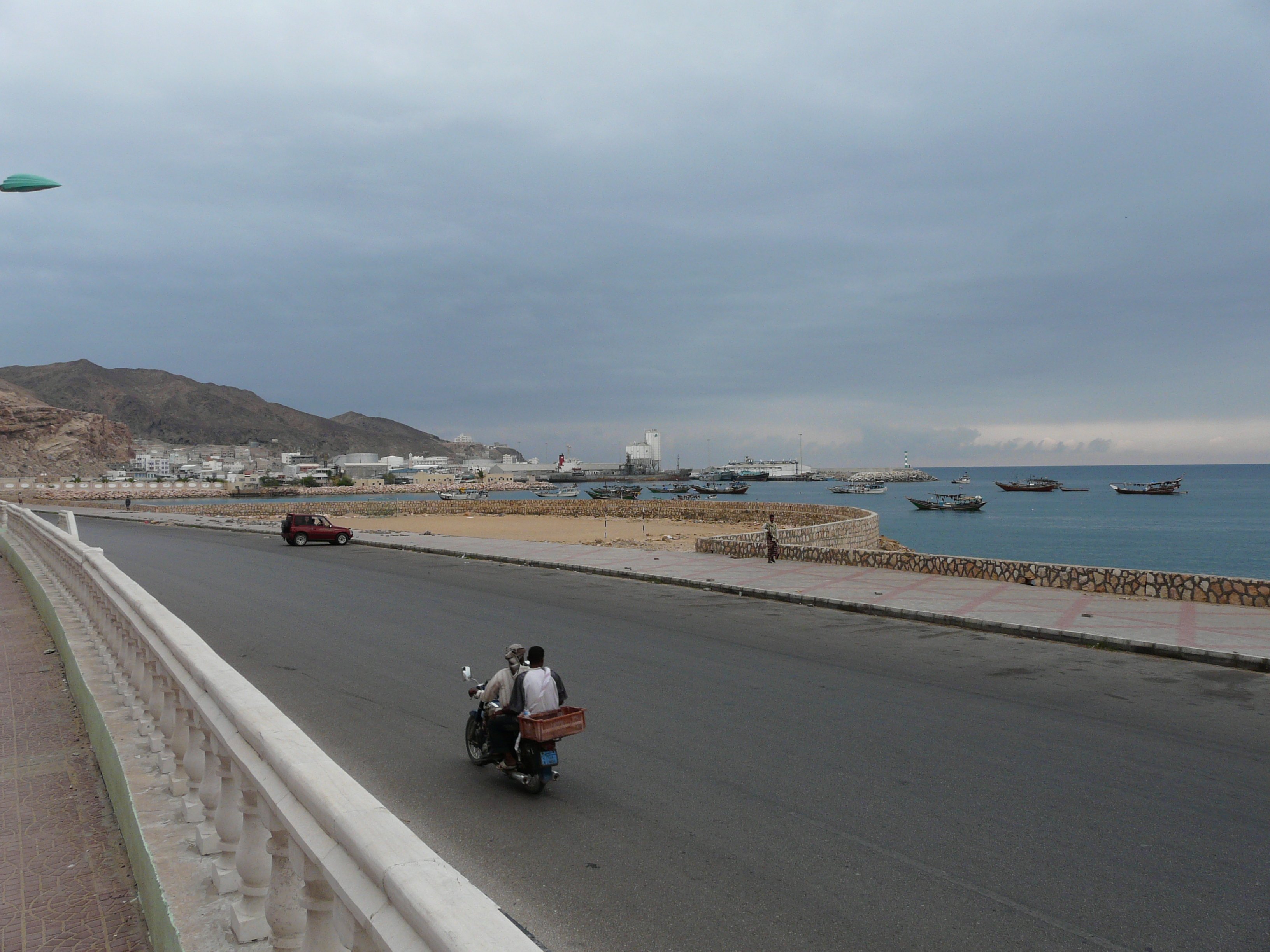
Новый порт Мукалла. Вид с дороги между портом и городом. Цементовоз «Olympic Carrier» (серый корпус, белая надстройка, красная труба) ошвартован лагом. В порту видны цистерны цементной фабрики компании «RAYSUT» и нефтяные танки. В порту и на якоре много рыболовных судов.
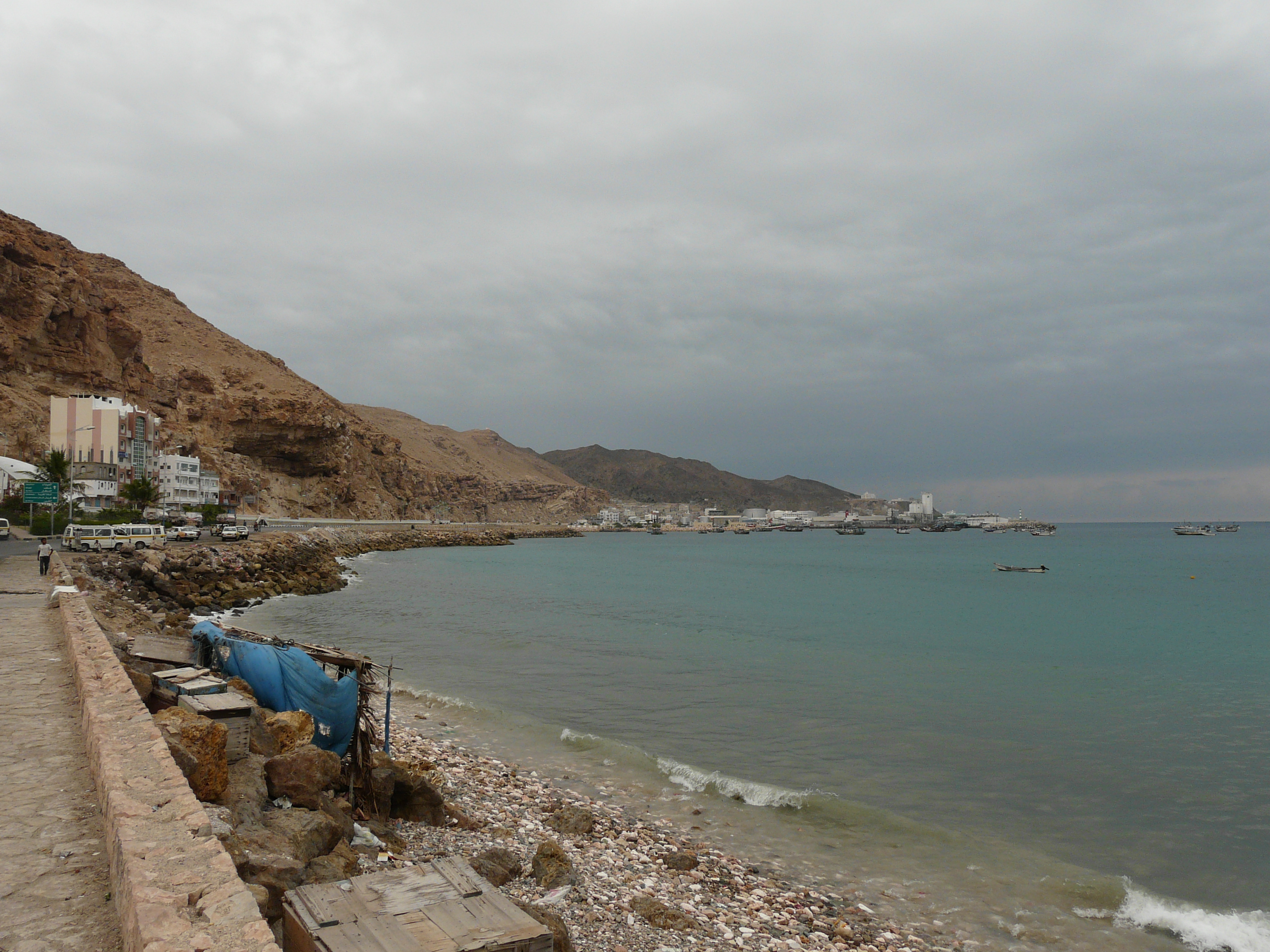
Дорога от порта Мукалла до Старого Города Эль-Мукаллы. Вид с набережной Старого Города. На фото порт Мукаллы, первые дома и оазис Старого Города.

### Торговля в городе
По состоянию на начало 2010 года в городе присутствует один магазин в северной части Нового Города (метров 250 после конца канала), который слегка напоминает супермаркет. С большой натяжкой его можно назвать супермаркетом, вернее, это один большой магазин самообслуживания с продовольствием и товарами первой необходимости занимающий только первый этаж в здании. Не все местные жители называют его супермаркетом — многие полагают, что супермаркета в городе нет. В городе также много частных мелких магазинов и несколько небольших базаров.
Местный рыбный рынок удивляет своим разнообразием. Говорят, что в море возле города водится столько всякой рыбы, сколько мерцает звезд на небе. Но дело не в количестве рыбы в море, а в базировании йеменских рыболовных судов и судов рыболовного флота Египта в порту Мукалла (по состоянию на 2010 год).

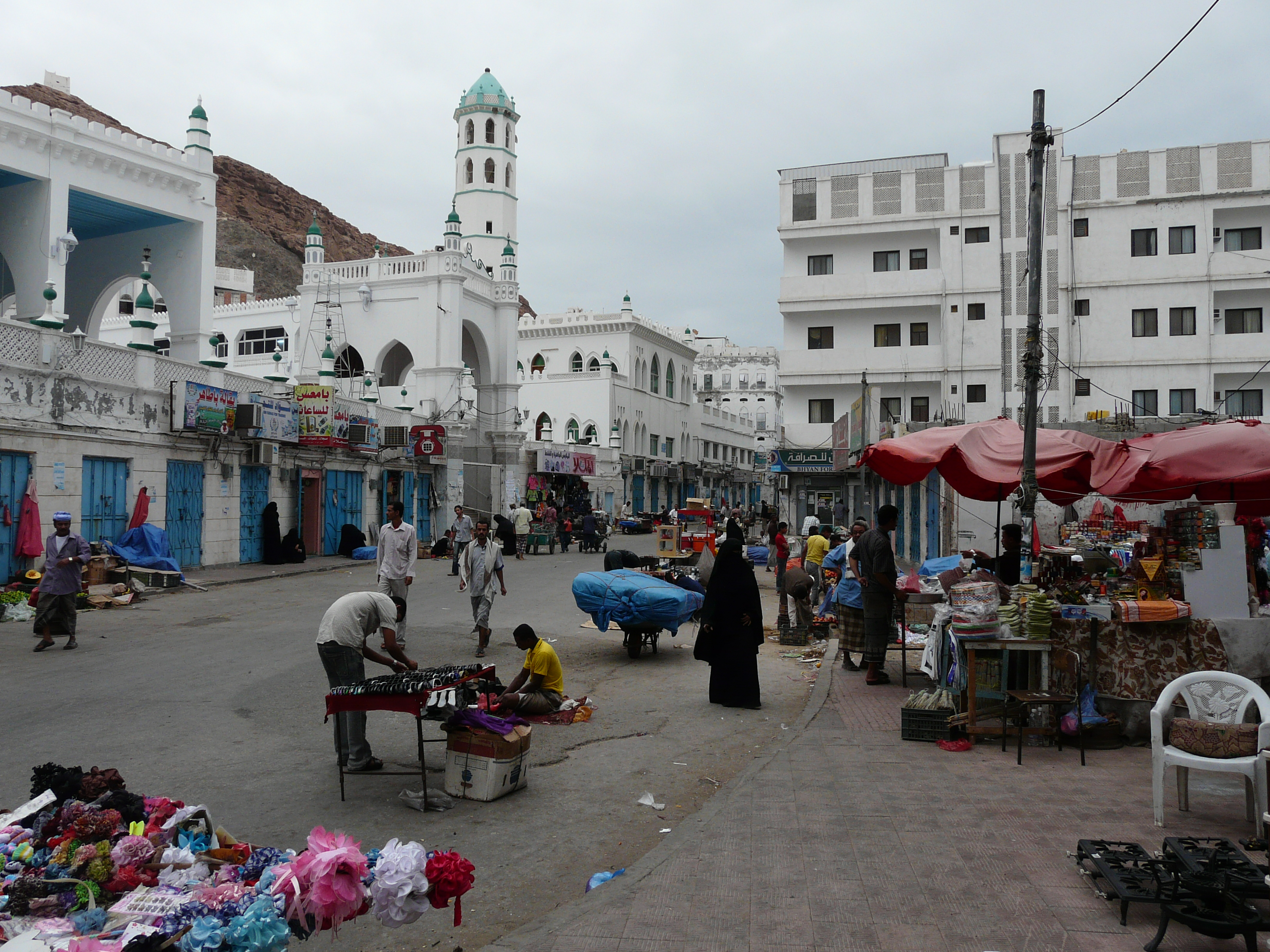
Эль-Мукалла. Площадь напротив мечети в Старом Городе оккупирована прилавками мелких торговцев.
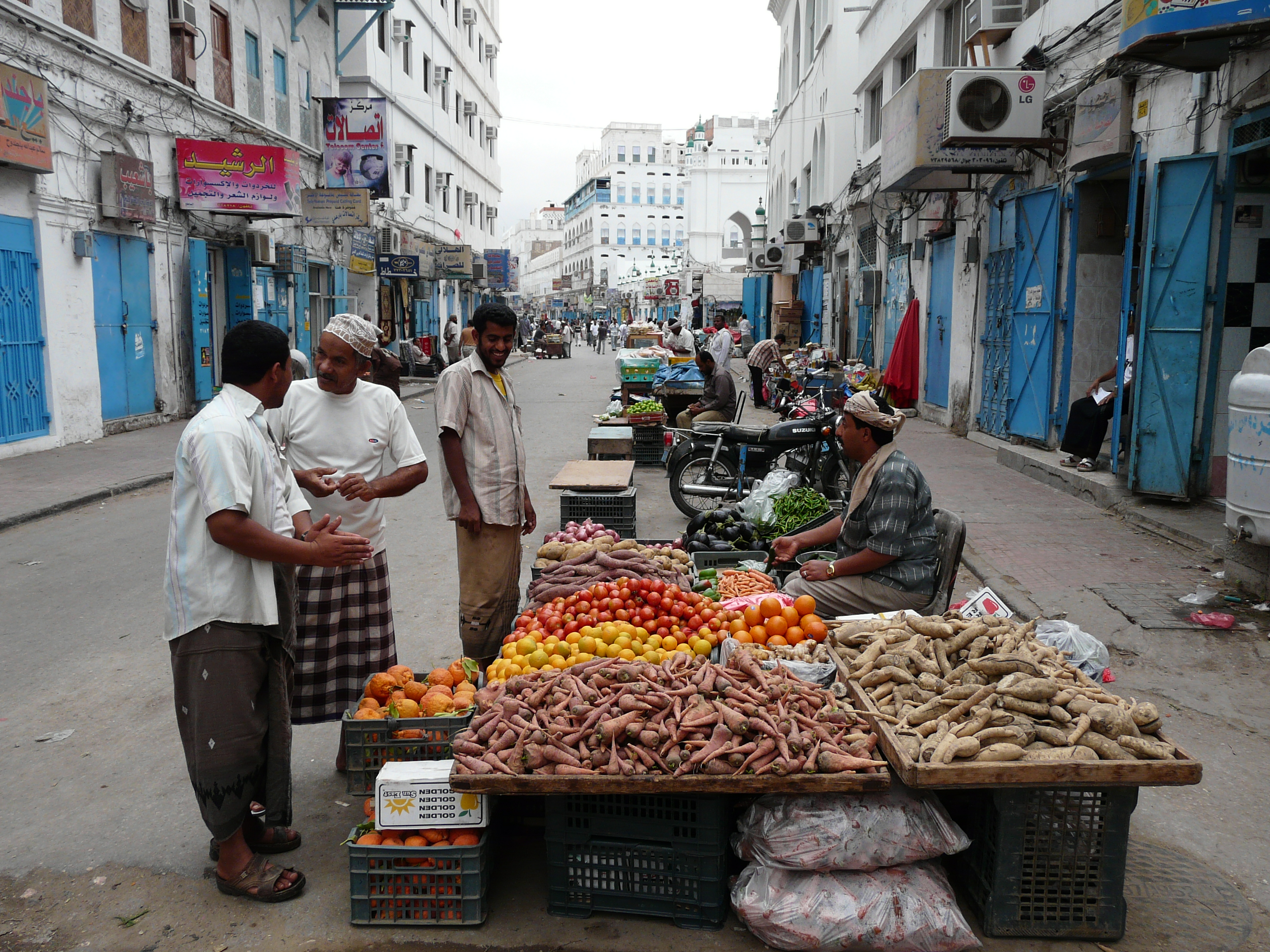
Эль-Мукалла. Торговля на улице Старого Города.
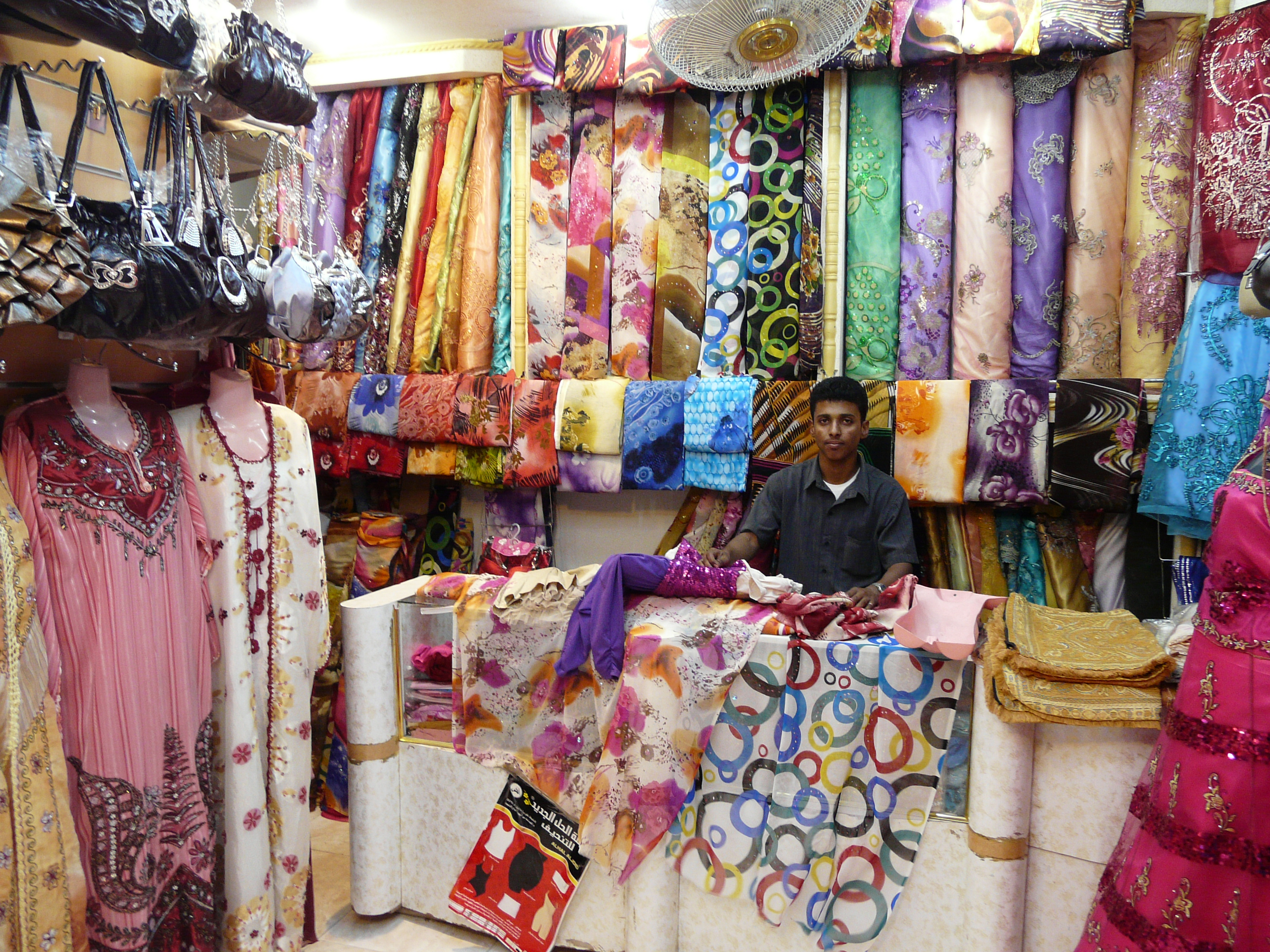
Эль-Мукалла. Маленький тканевый магазин в Старом Городе.
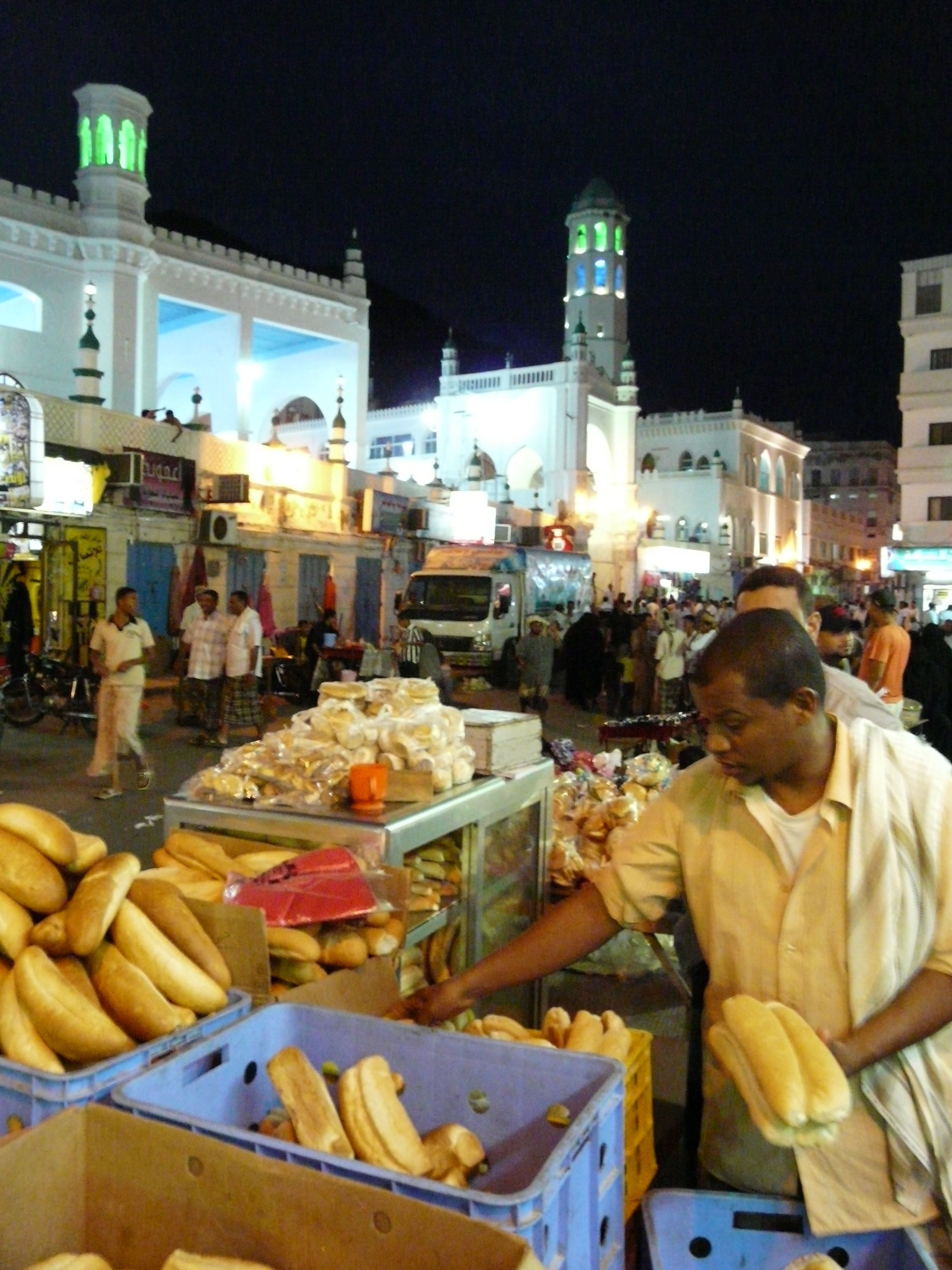
Торговля хлебом поздно вечером на площади Старого Города Эль-Мукаллы.

## Демографическое положение и образовательные учреждения

### Население города
В послевоенные годы Аден был самым крупным городом Южного Йемена. В 1963 году в нём проживало 99 285 тыс. человек, а вместе с пригородами —250 тыс., в том числе в ШейхОсмане — 29,9 тыс., в ЛитлАдене — 9,3 тыс. человек. Население протекторатов насчитывало примерно 1 млн человек. Самым большим городом после Адена была столица султаната Куайти — Мукалла: 20 тыс. жителей; по нескольку тысяч человек проживало в Сайвуне, Лахдже и некоторых других городах.
В Мукалле живут выходцы из многих соседних стран. Интересно, что до сих пор там существует община поклонников огня — зороастрийцев-парсов. По состоянию на 2010 год население города в большинстве темнокожие (когда-то побережье было под властью африканских государств располагавшихся на территории современных Эфиопии и Сомали), но встречаются и светлокожие арабы.
Население в 2007 году составляло 323 000 жителей.

### Дети Эль-Мукаллы
На улице лица местных женщин закрыты, только единицы ходят без паранджи, поэтому судить о красоте местных женщин можно только по красоте девочек. До совершеннолетия лица девочек не закрывают.

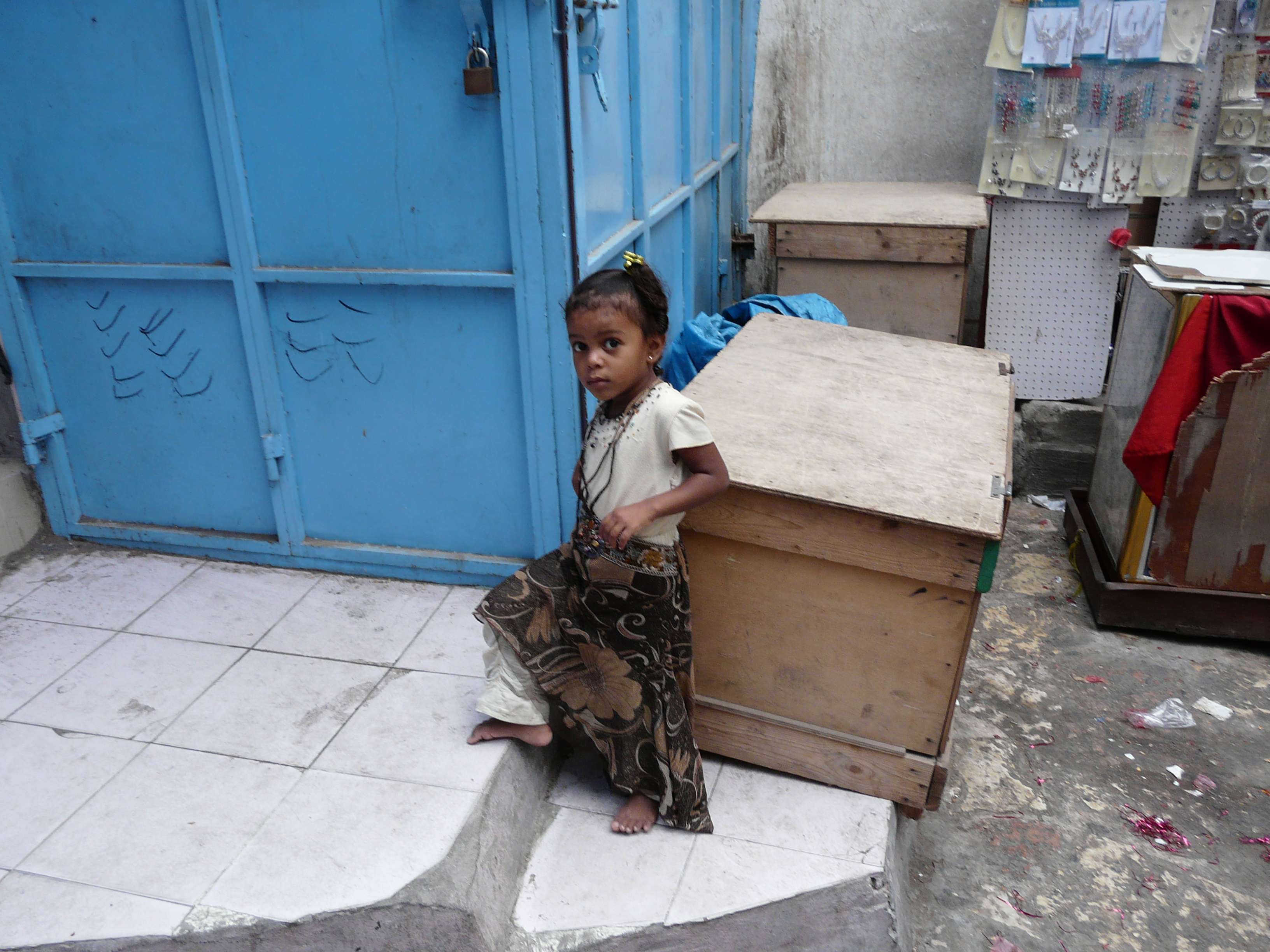
Девочка в Старом Городе Эль-Мукаллы.
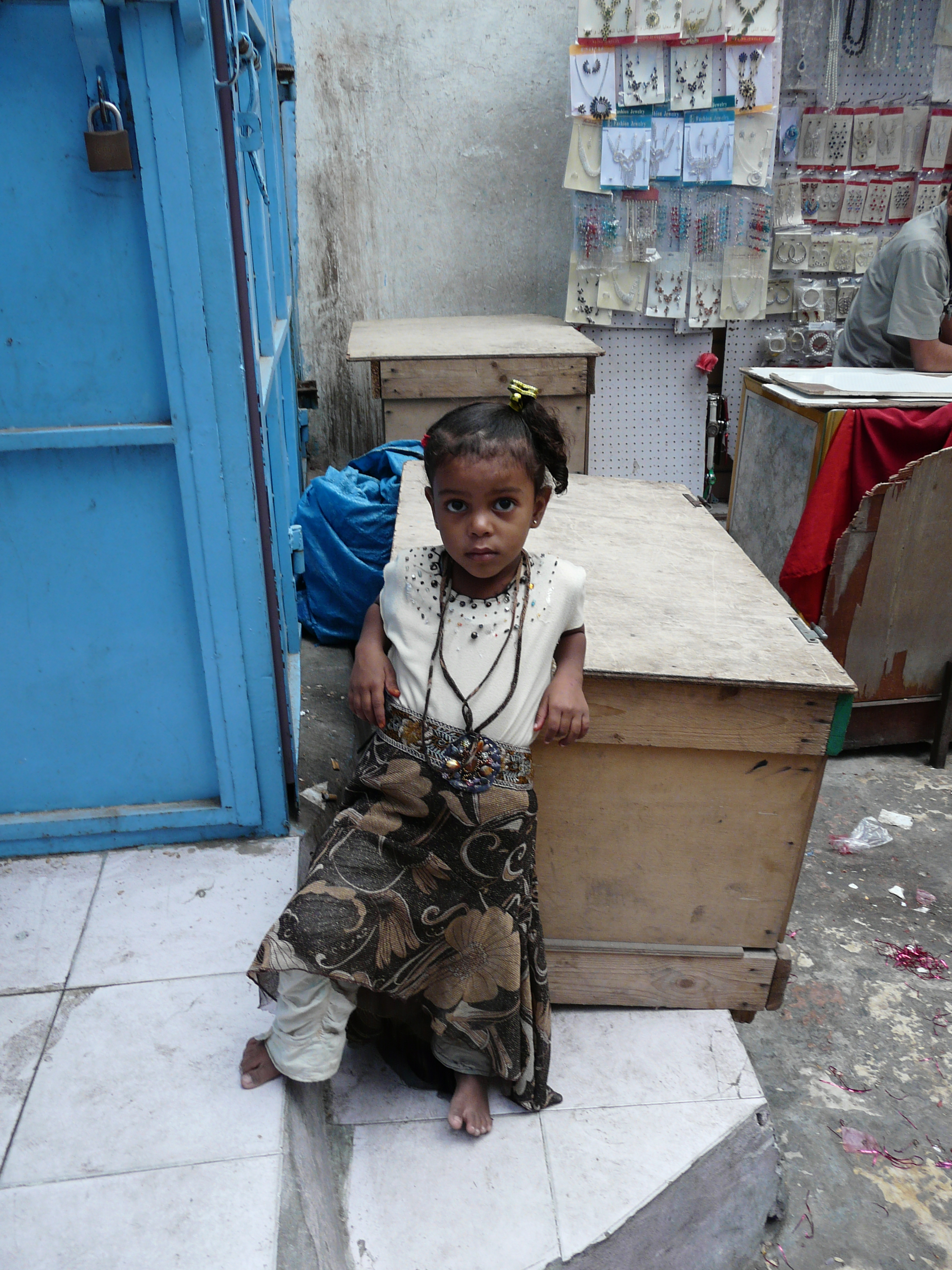
Девочка в Старом Городе Эль-Мукаллы.
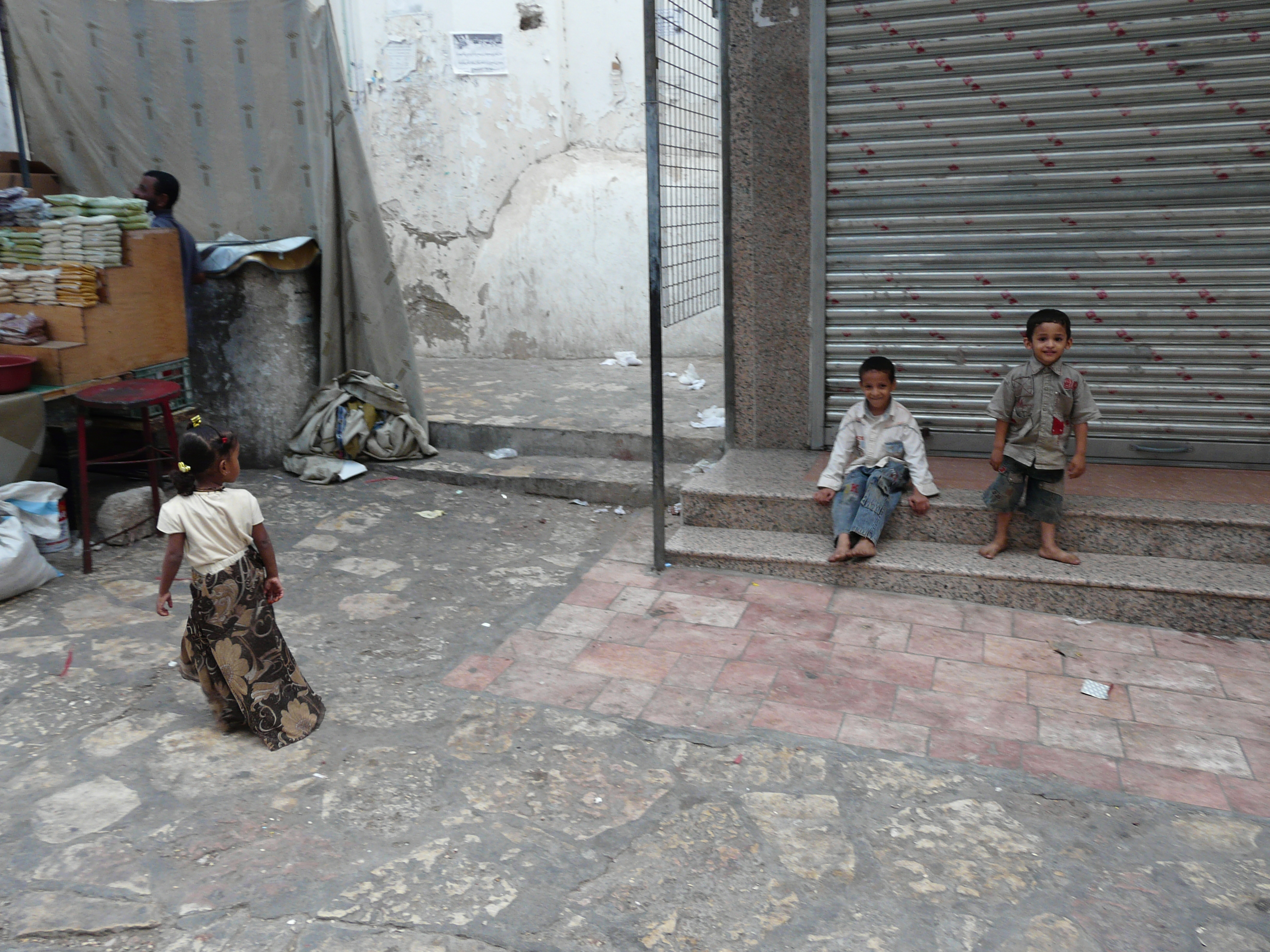
Дети Эль-Мукаллы (в Старом Городе).
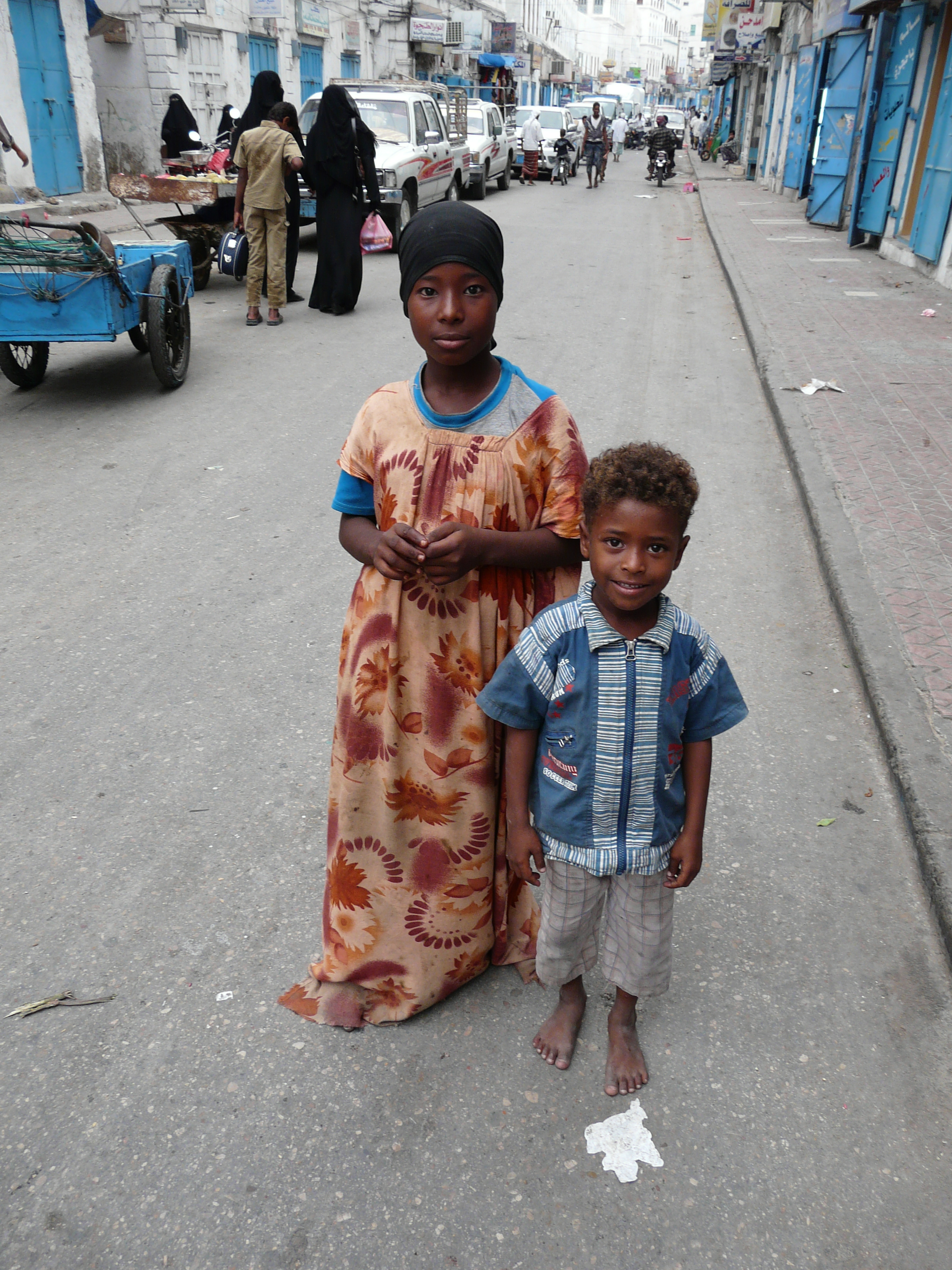
Дети на улице Старого Города Эль-Мукаллы.
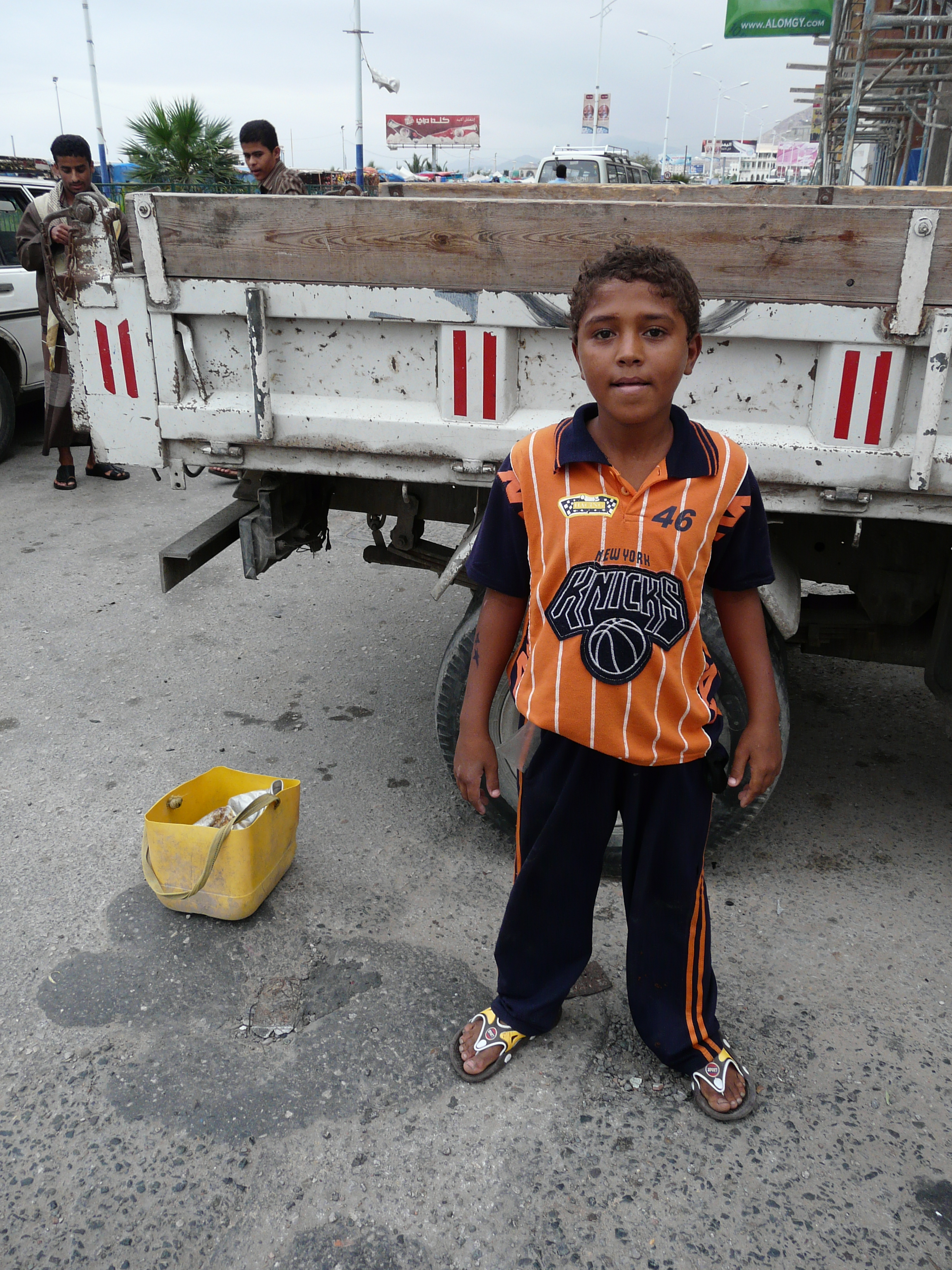
Мальчик на улице Старого Города Эль-Мукаллы.
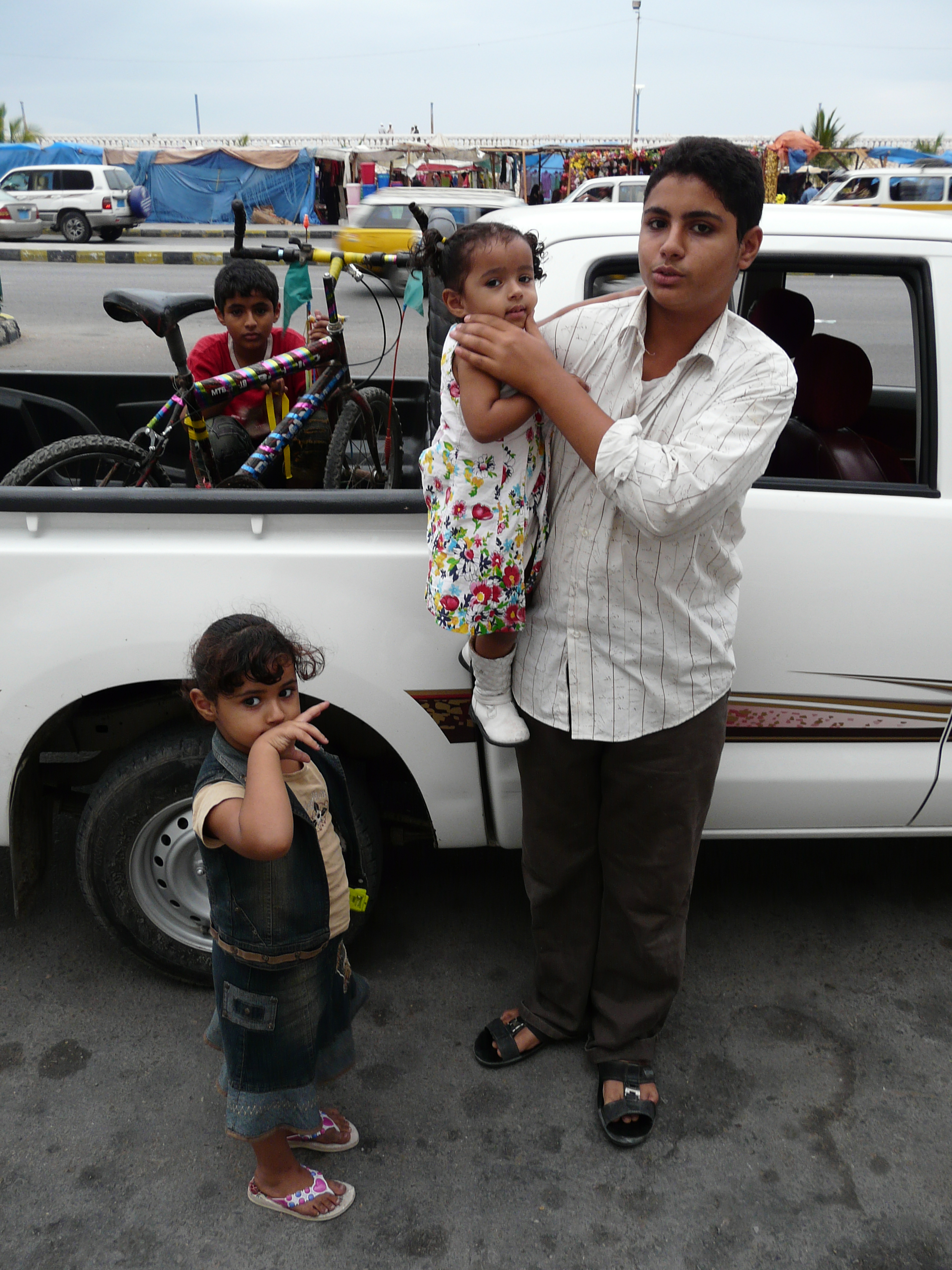
Дети возле машины на улице Старого Города Эль-Мукаллы.

### Образовательные учреждения в Эль-Мукалле
В Эль-Мукалле находится колледж Медицинского университета Хадрамаута.

## Эль-Мукалла в филателии

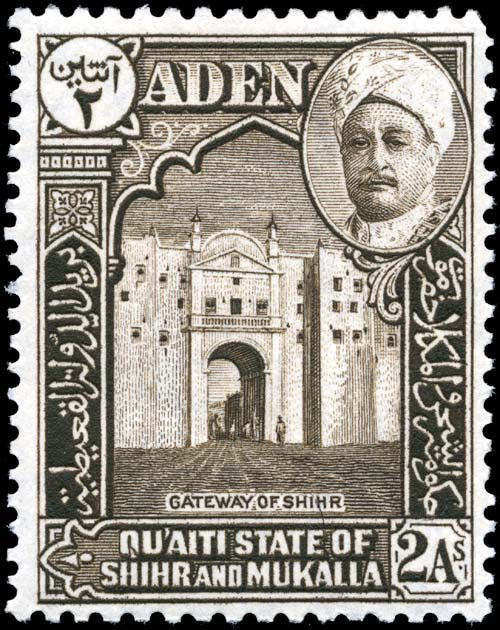
A postage stamp from the Aden Protectorate state of Qu’aiti, 1942.